# Historia de la música
La historia de la música es el estudio de las diferentes tradiciones en la música y su orden en el planeta a lo largo del tiempo.
Ya que en toda cultura conocida hubo alguna forma de manifestación musical, la historia de la música abarca todas las sociedades y épocas. No se limita, como es habitual en algunos ámbitos académicos, a Occidente, sin embargo a menudo se utiliza la expresión «historia de la música» para referir exclusivamente a la historia de la música europea y su evolución en el mundo occidental.
La música de una determinada sociedad está estrechamente relacionada con otros aspectos de su cultura, como su organización económica, su desarrollo tecnológico, tradiciones, creencias religiosas, etc. Los géneros y estilos musicales varían ampliamente según la región y la época, incluyendo música clásica, folklórica, popular, electrónica y contemporánea.
Los instrumentos musicales han evolucionado con el tiempo, adaptándose a las necesidades culturales y tecnológicas de cada sociedad. Además, los compositores y músicos destacados han influido en la dirección de la música, creando obras que reflejan la identidad cultural y social de su época. La música también se transmite y preserva mediante la tradición oral, partituras, grabaciones y tecnologías modernas, lo que permite estudiar su evolución y difusión.
Finalmente, la globalización y el mestizaje musical han generado mezclas de estilos y géneros, mostrando cómo la música es un reflejo dinámico de la interacción cultural entre distintas sociedades a lo largo del tiempo. 

## Música en la Prehistoria (2 500 000 a. C.-5000 a. C.)

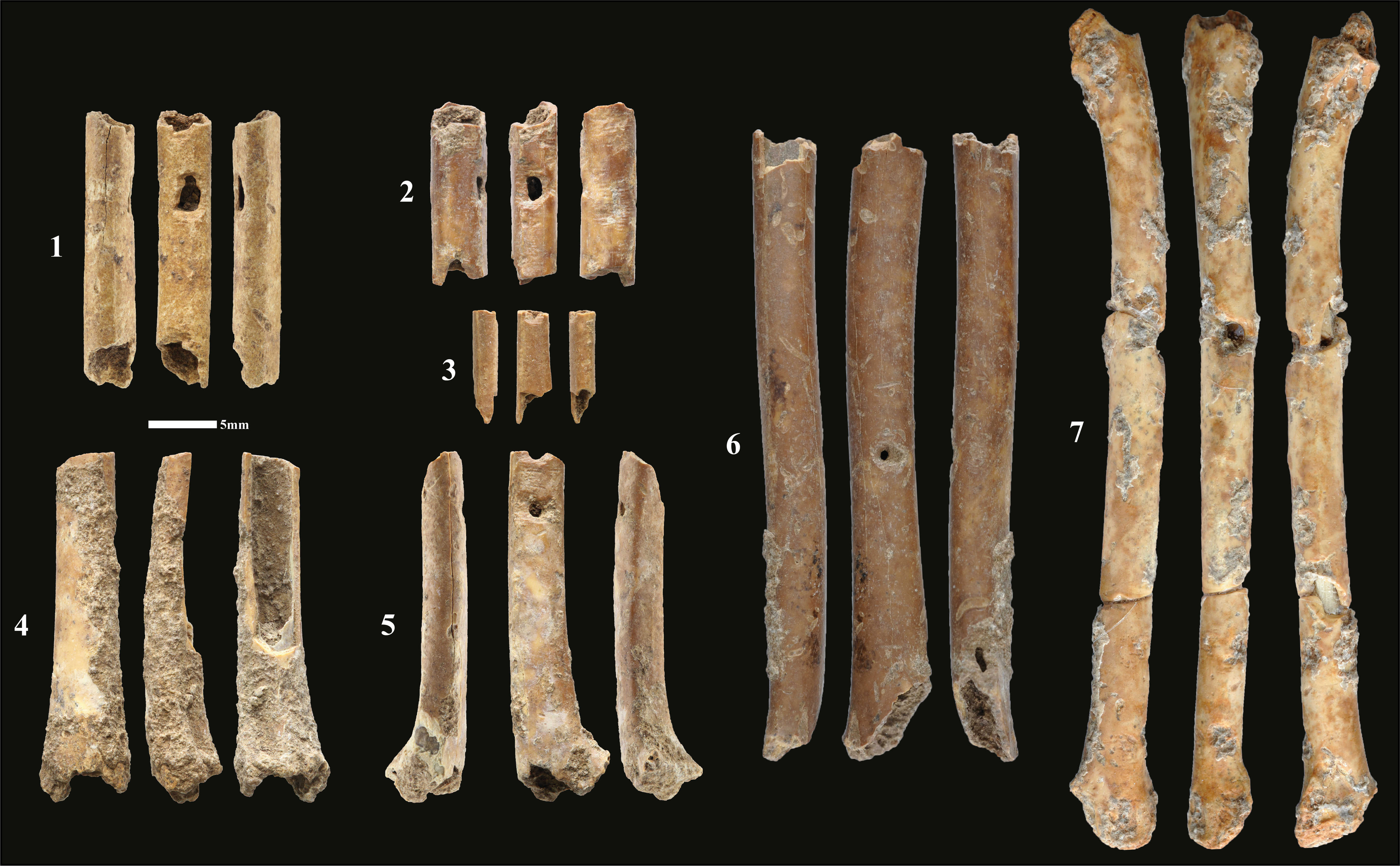
Flautas de hueso encontradas en Eynan-Mallaha.

Durante años se ha demostrado la íntima relación entre la especie humana y la música, y mientras que algunas interpretaciones tradicionales vinculaban su surgimiento a actividades intelectuales vinculadas al concepto de lo que es sobrenatural (haciéndola cumplir una función de finalidad supersticiosa, mágica o mística), actualmente se la relaciona con los rituales de apareamiento y con el trabajo colectivo.
Para el hombre primitivo había dos señales que evidenciaban la separación entre vida y muerte: el movimiento y el sonido. Los ritos de vida y muerte se desarrollan en esta doble clave. En el llamado arte prehistórico danza y canto se funden como símbolos de la vida mientras que quietud y silencio se conforman como símbolos de la muerte.
El hombre primitivo encontraba música en la naturaleza y en su propia voz. También aprendió a crear sonido con objetos rudimentarios como fueron: huesos, cañas, troncos, conchas, etc
Hay constancia de que hacia el 3000 a. C. en Sumeria ya contaban con instrumentos de percusión y cuerda (lira y arpa). Los cantos cultos antiguos eran más bien lamentaciones sobre textos poéticos.
En la prehistoria aparece la música en los rituales de caza o de guerra y en las fiestas donde, alrededor del fuego, se danzaba hasta el agotamiento. La música está basada principalmente en ritmos y movimientos que imitan a los animales. Las manifestaciones musicales del hombre consisten en la exteriorización de sus sentimientos a través del sonido emanado de su propia voz y con el fin de distinguirlo del habla que utiliza para comunicarse con otros seres.
Los primeros instrumentos fueron objetos, utensilios o el mismo cuerpo  del hombre que podían producir sonidos. Estos instrumentos podemos clasificarlos en:
a) Autófonos: aquellos que producen sonidos por medio de la materia con la que están construidos. Son instrumentos de percusión; por ejemplo, hueso contra piedra.
b) Membranófonos: serie de instrumentos más sencillos de los construidos por el hombre. Tambores: hechos con una membrana tirante, sobre una nuez de coco, un recipiente cualquiera o una verdadera y auténtica caja de resonancia.
c) Cordófonos: son aquellos de cuerda; por ejemplo, el arpa.
d) Aerófonos: el sonido se origina en ellos por vibraciones de una columna de aire. Uno de los primeros instrumentos es la flauta, en un principio construida con un hueso con agujeros.

## Mundo antiguo (5000 a. C.-476 d. C.)

### Antiguo Egipto y Mesopotamia
La música en Egipto poseía avanzados conocimientos que eran reservados para los sacerdotes. En el Imperio Nuevo utilizaban ya la escala de siete sonidos. Este pueblo contaba con un instrumentario rico y variado; algunos de los más representativos son el arpa, como instrumento de cuerdas, y el oboe doble como instrumento de viento. En Mesopotamia los músicos eran considerados personas de gran prestigio; acompañaban al monarca no solo en los actos de culto, sino también en las suntuosas ceremonias de palacio y en las guerras. El arpa era uno de los instrumentos más apreciados en Mesopotamia. La expresión musical de Mesopotamia es considerada origen de la cultura musical occidental.

### Antigua Grecia

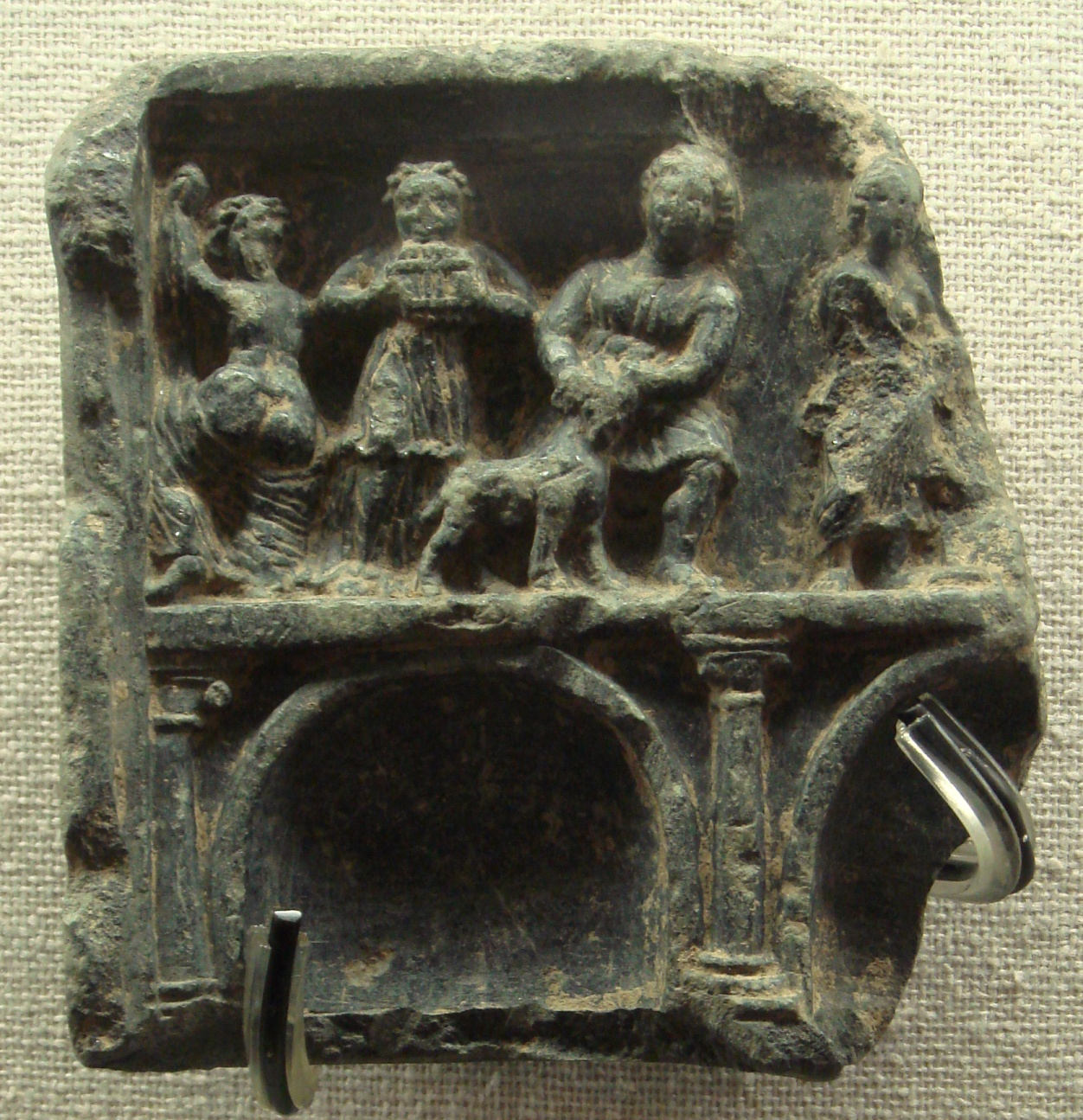
Escena de un banquete hacia el Este bajorrelieve procede de la cultura indogriega. Era habitual encontrar a un músico tocando una siringa o similar. Ancient Oriental Museum de Tokio.

En la Antigua Grecia, la música se vio influida por todas las civilizaciones que la rodeaban, dada su importante posición estratégica. Culturas como la mesopotámica, etrusca, egipcia o incluso las indoeuropeas fueron de importante influencia tanto en sus músicas como en sus instrumentos musicales. Los griegos daban mucha importancia al valor educativo y moral de la música. Por ello está muy relacionada con el poema épico. Aparecen los bardos o aedos que, acompañados de una lira, vagan de pueblo en pueblo mendigando y guardando memoria oral de la historia de Grecia y sus leyendas. Fue entonces cuando se relacionó la música estrechamente con la filosofía. Los sabios de la época resaltan el valor cultural de la música.
Posteriormente aparece en Atenas el ditirambo, cantos dirigidos a Dionisos, acompañados de danzas, y el aulós, un instrumento parecido a la flauta. Surgen asimismo dramas, tragedias y comedias de una manera combinada pero sin perder la danza, la música y la poesía.
Los principales instrumentos utilizados en Grecia fueron la lira, la kithara, el aulós, la siringa (también llamada flauta de Pan, por su creación mitológica que involucra a Pan y Siringa), varios tipos de tambores como por ejemplo el tympanum (siempre en manos de mujeres), los crótalos, el címbalos, el sistro y las castañuelas.

### Antigua Roma

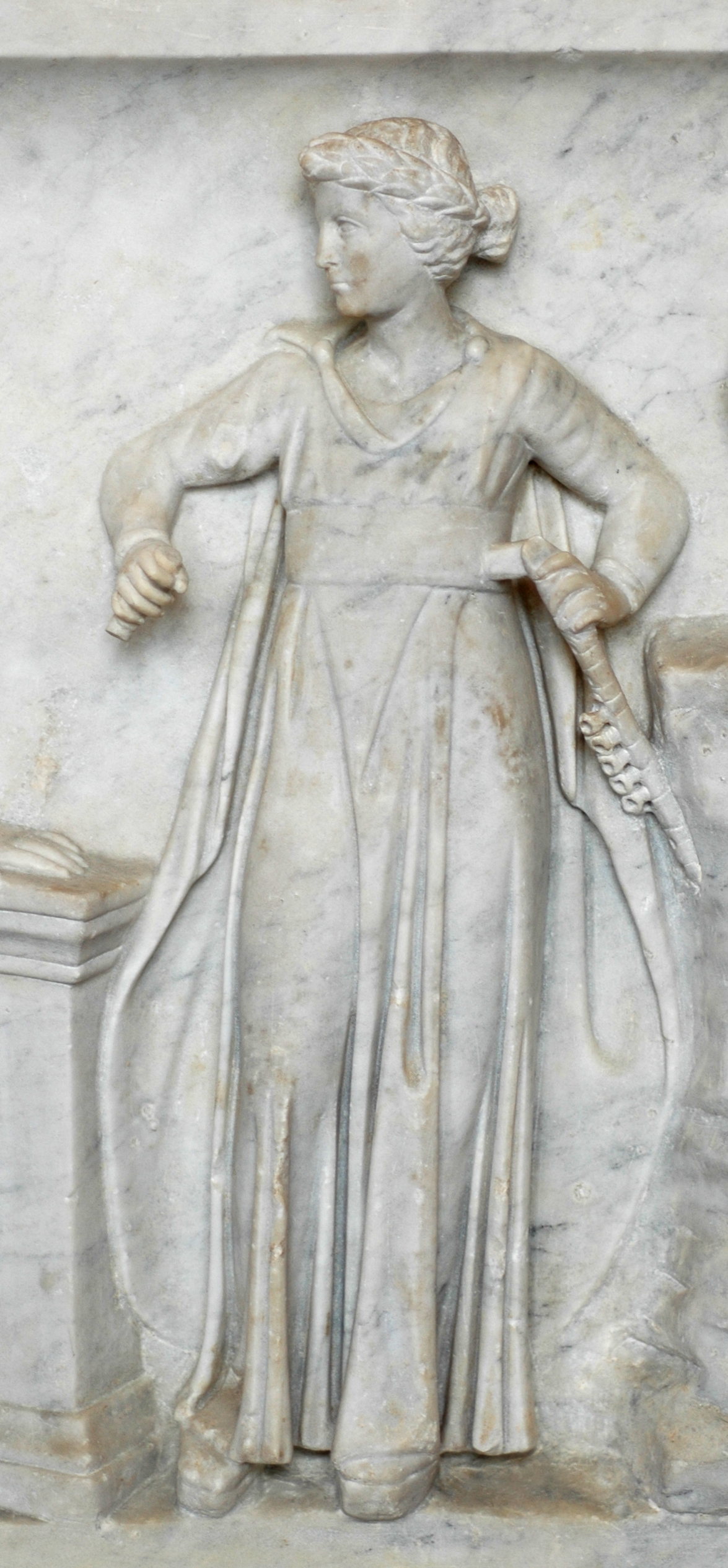
Euterpe con una flauta. Sarcófago de las musas. Museo del Louvre, en París.

En el siglo II a. C. Grecia fue conquistada por Roma, y aunque ambas culturas se fundieron, Roma no aportó nada a la música griega, más que el legado del latín a los cantos gregorianos. Eso sí, evolucionó a la manera romana, variando en ocasiones su estética. Habitualmente se utilizaba la música en las grandes fiestas, pero antes, la música era implementada principalmente para ritos cristianos y alabanzas que contenían los salmos. Eran muy valorados los músicos virtuosos o famosos, añadiendo vertientes humorísticas y distendidas a sus actuaciones. Estos músicos vivían de una manera bohemia, rodeados siempre de fiestas.
En los teatros romanos o anfiteatros se representaban comedias al estilo griego. Los autores más famosos fueron entre otros Plauto y Terencio. La tragedia tuvo trascendencia siendo su máximo cultivador Séneca. La música tenía un papel trascendental en estas obras teatrales.
A partir de la fundación de Roma sucede un hito musical, los ludiones. Estos eran unos actores de origen etrusco que bailaban al ritmo de la tibia (una especie de aulós). Los romanos intentan imitar estos artes y añaden el elemento de la música vocal. A estos nuevos artistas se les denominó histriones que significa bailarines en etrusco. Ninguna música de este estilo ha llegado hasta nosotros salvo un pequeño fragmento de una comedia de Terencio.
Cuando el imperio romano se consolida, llega la inmigración que enriquece considerablemente la cultura romana. Fueron relevantes las aportaciones de Siria, Egipto y las que provenían de la península ibérica, actual España. Vuelven a aparecer antiguos estilos como la citarodia (versos con cítara) y la citarística (cítara sola virtuosa). Eran habituales los certámenes y competiciones en esta disciplina.

### La música en la China Antigua: simbología y textura en la música tradicional china

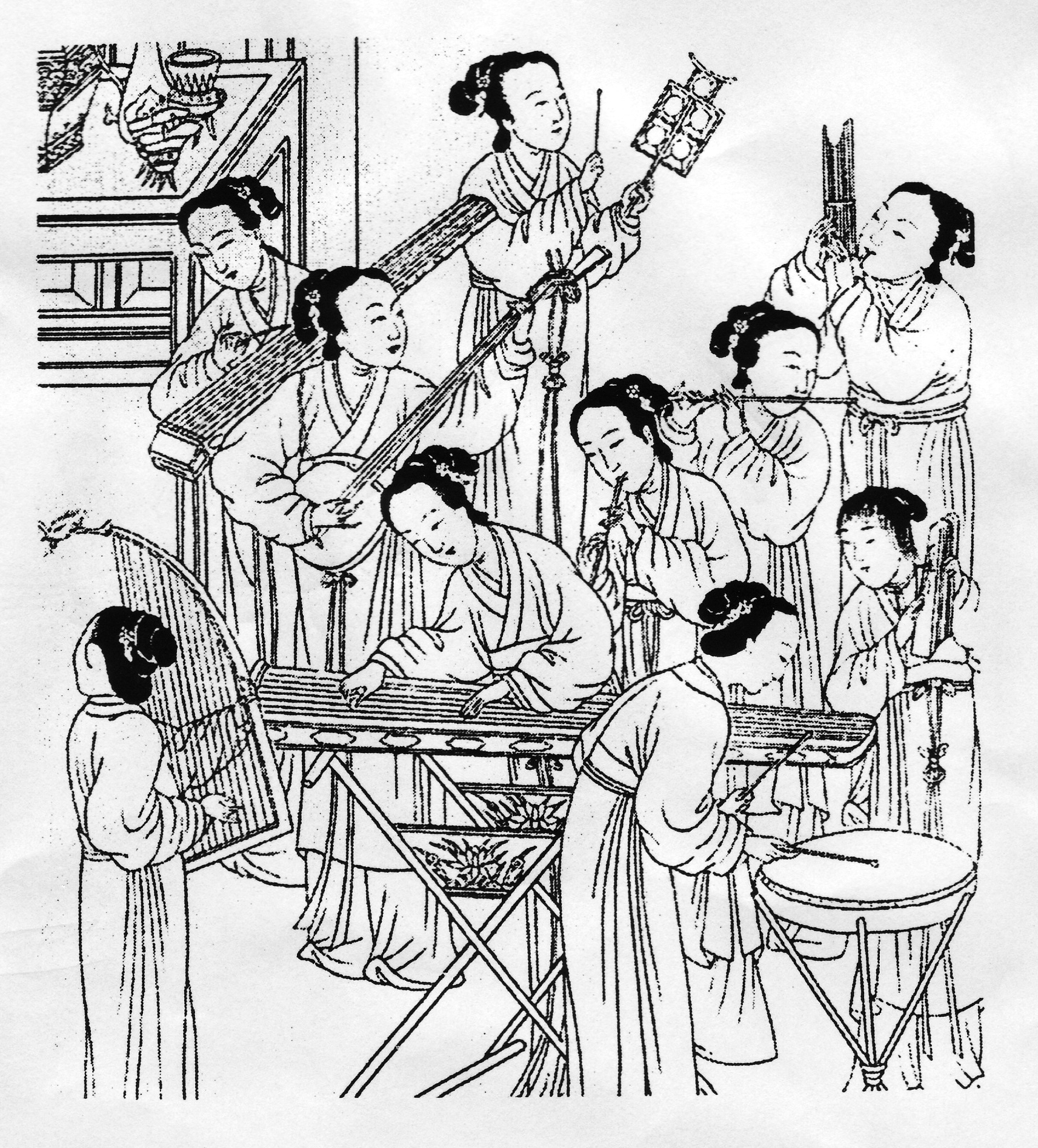
Representación de diez mujeres tocando instrumentos antiguos chinos

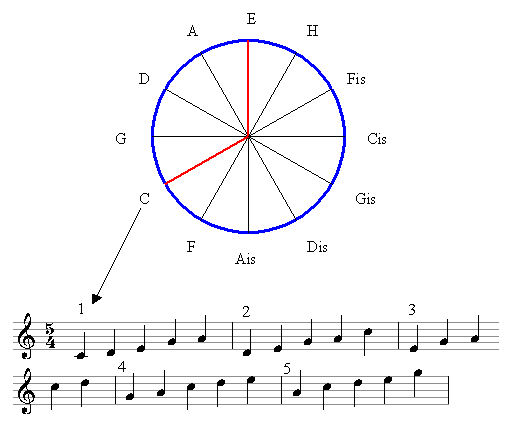
Sistema tonal chino tradicional

Desde los tiempos más antiguos, en China la música era tenida en máxima consideración. Todas las dinastías le dedican un apartado especial. Aún hoy la música china está impregnada de la tradición secular, legendaria y misteriosa de una de las filosofías más antiguas del mundo.
La explicación acústica que sustenta este sistema musical es el de la quinta soplada. Si soplamos con fuerza en un tubo cerrado, correspondiente, por ejemplo, a fa4 se obtendrá una quinta justa superior, es decir do5. Pero este do5 también se puede obtener soplando normalmente en otro tubo que mida dos tercios de la longitud del primero.
Al cortarse un tercer tubo, que mida dos tercios de do5 se obtendrá una quinta justa superior a do5, es decir, sol5. Como este sonido está muy alejado de huang-chung, se duplica su longitud y se obtiene sol4, dado que la relación doble corresponde a la octava.
Pero los teóricos chinos se dieron cuenta de que podían obtener ese mismo sol4, cortando un tubo que midiera cuatro tercios de do5.
Trabajando así, y siempre sucesivamente con las relaciones dos tercios y cuatro tercios, llegaron a la escala de los 12 lu, con la cual se alcanza la octava. No la octava justa, por cierto, ya que la razón 1:2 nunca equivale a la ecuación 12 2/3. Obtuvieron entonces, una escala dodecafónica de temperamento desigual.
El peligro de esta escala cíclica es que, por más precauciones que se adopten, las fracciones se hacen cada vez más complicadas e irreducibles a números enteros. Si otorgamos el número ochenta y uno al huang-chung y le aplicamos el principio cíclico (2/3-4/3) al llegar al sexto lu comienzan números con fracciones, y cada vez se hacen más complicadas las ecuaciones a realizar: 81-54-72-48-64-42,666-56,888-etc., meros lu para su escala usual.
En el siglo IV a. C. los teóricos chinos trataron de archivar las quintas para alcanzar la octava, es decir, intentaron el temperamento igual, pero solo en el año 1596 el príncipe Tsai-Yu propone afinar los tubos según un principio equivalente al temperamento igual.
Cada vez que un tubo masculino produce uno femenino, el masculino, es esposo y el femenino esposa. Cada vez que un tubo femenino produce uno masculino, el tubo femenino es la madre y el masculino el hijo.
Los cinco primeros sonidos del ciclo de quintas constituyen la escala usual básica, pentatónica anhemitonal (sin semitonos).

## Música de la Edad Media (476-1450)

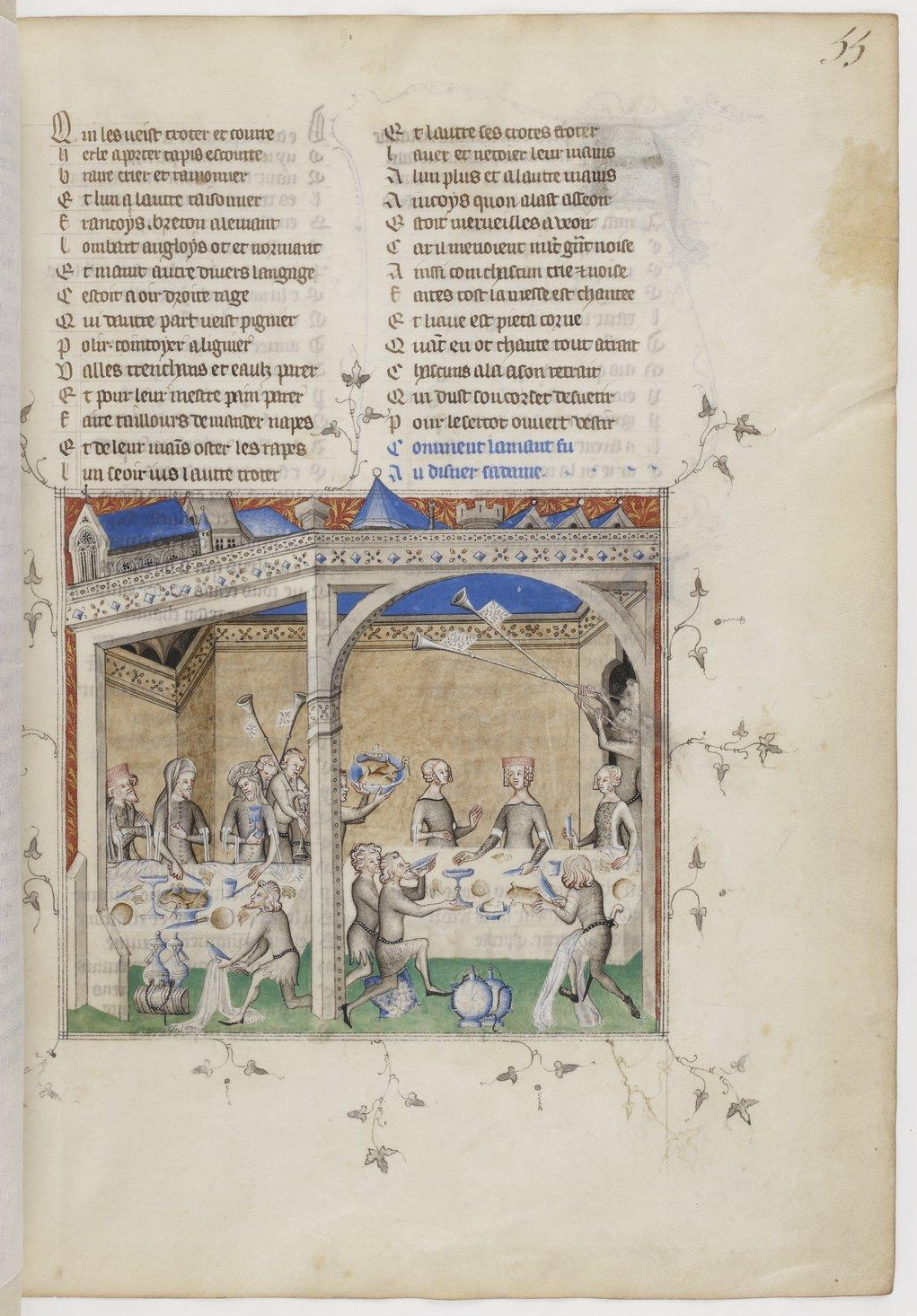
Le Remède de Fortune, de Guillaume de Machaut

Los orígenes de la música medieval se confunden con los últimos desarrollos de la música del periodo tardío romano. La evolución de las formas musicales apegadas al culto se resolvió a finales del siglo VI en el llamado canto gregoriano. La música monódica profana comenzó con las llamadas canciones de goliardos (ss. XI y XII) y alcanzó su máxima expresión con la música de los menestrelli, juglares, trovadores y troveros, junto a los minnesinger alemanes. Con la aparición en el siglo XIII de la escuela de Nôtre-Dame de París, la polifonía alcanzó un alto grado de sistematización y experimentó una gran transformación en el siglo XIV con el llamado Ars Nova, que constituyó la base de la que se sirvió el humanismo para el proceso que culminó en la música del Renacimiento.

### La música en la Iglesia católica primitiva
Constantino otorgó libertad de culto a los cristianos en Roma con el Edicto de Milán hacia el año 325 d. C. Este nuevo espíritu de libertad impulsó a los primeros cristianos a alabar a Dios por medio de cánticos. Estos cristianos primigenios, buscando una nueva identidad no deseaban utilizar los estilos musicales predominantes paganos de la Roma de aquella época.
Para unificar los criterios musicales cristianos, se introdujo melodías orientales. Cabe recordar que la música en Grecia se encuentra más relacionada con Asia que con Europa. Los Salmos son cantos litúrgicos contenidos en el Antiguo testamento dentro del Libro de los salmos, ellos son de origen hebreo y los himnos son canciones de alabanza de tradición helénica. Son estas formas de música de origen oriental y basadas en una melodía cantada solo con la voz humana y sin acompañamiento instrumental de ningún tipo, las que dieron forma a la música desde entonces y hasta principios del segundo milenio.
En un documento escrito por Plinio el Joven con la intención de informar al emperador Trajano acerca de las costumbres de los cristianos, encontramos una interesante referencia de su música: «... ellos (los cristianos) tenían la costumbre de reunirse en un día específico al alba, para alabar a Cristo como si de un dios se tratase, con un canto alterno».
El canto alterno es aquel que se desarrolla entre dos coros, uno de los cuales canta una estrofa y el otro le responde. En la liturgia católica se le conoce como antífona, y se puede cantar con la participación de dos coros o de un solista y la congregación.
San Ambrosio, obispo de Milán, introdujo en Antioquía cánticos en forma de antífona. Compuso a la vez himnos. Sus himnos junto con otros ya existentes pronto se propagaron por toda Italia. Debido a las frecuentes amenazas contra el Imperio romano por parte de las tribus bárbaras existió una gran agitación que provocó una dispersión de las melodías y la alteración de las mismas en cada región.

### El canto gregoriano
El canto gregoriano es un canto litúrgico de la Iglesia católica. Es utilizado como expresión y mensaje dentro del culto y asimismo como medio de expresión religiosa. Las principales características generales de este estilo musical son las siguientes: normalmente son obras de autor desconocido, son cantadas solo por hombres, monódicas cantadas a capela sin ornamentos instrumentales, son obras escritas en latín culto, el ritmo es libre, el ámbito de su interpretación es reducido a pocas personas, la melodía se mueve grados conjuntos y los llamados ocho modos gregorianos, tiene forma de diálogo oratorio de rezos y por ello son cantos austeros.
Estos cantos monódicos pueden clasificarse según: el momento de la liturgia o del día en el que son interpretadas, según el íncipit literario pueden ser himnos, salmos, cánticos de alabanza, etc.; según el modelo de interpretación, si son de tracto solista o congregatorio, antifonal (alternación de dos coros), responsorios de solista y coro o de estilo coral directo.

#### Otros tipos de canto
- Canto ambrosiano propio de la liturgia ambrosiana o milanesa: canto de finales del siglo IV, que crean el himno e influye en el canto gregoriano que será el nuevo canto oficial.
- Canto hispánico o mozárabe propio de la liturgia del mismo nombre: canto mantenido en las regiones de al-Ándalus, los centros serán Córdoba, Sevilla, Toledo y Zaragoza. En 1076, es sustituido por el canto gregoriano, menos en aquellas ciudades que solicitaban una dispensa para mantener su propio canto, como fue la ciudad de Toledo.
- Galicano: canto propio de la Iglesia franca que fue sustituido por la liturgia romana.

## Música del Renacimiento (1450-1600)

### Escuela flamenca

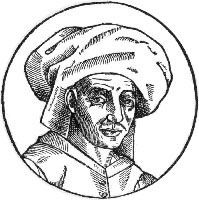
Xilografía del retrato de Des Prés procedente del Opvs chronographicvm orbis vniversi a mvndi exordio vsqve ad annvm M.DC.XI. de Petrus Opmeer, publicado en Amberes (1611).

Es en la región flamenca (de los Países Bajos) donde, por su desarrollo económico, la polifonía recibió un mayor impulso y alcanzó su máximo esplendor entre los siglos XV y XVI. Los músicos de Flandes pronto se distinguieron por una técnica de contrapunto excelsa, y una inspiración casi divina. En poco tiempo, esto se vio reflejado en una mayor influencia por parte de los músicos flamencos en todos o casi todos los centros musicales de Europa. Donde había polifonía se podía encontrar a un músico flamenco. Esto se vio, además, potenciado gracias a la edificación de enormes catedrales, en donde fueron creadas una gran cantidad de schola cantorum.
Ya para finales de siglo XV, apareció en la escena musical un gran personaje, de quien se dice salvó a la música polifónica de los designios del santo padre: Josquin Des Pres. Aunque de nacionalidad francesa, vivió desde muy joven en Italia. Con su estilo cautivó a más de uno, mostró gran maestría en el manejo del contrapunto e hizo uso del semitono. Se dice que Des Pres escribía tan solo cuando le daba la gana: algo raro en su época y el comienzo de una gran libertad para los compositores.

### Música renacentista francesa
La chanson, música de tipo cordal que desembocará en el madrigal. En él destacan Pierre Attaignant, Clément Janequin y Claude Le Jeune (1528-1600). Las peculiaridades de estos compositores son el enorme brillo y fuerza rítmica, que dan a su música un carácter enormemente extrovertido, se distinguió por tener realismo expresivo, describe la naturaleza y resalta la expresión del texto. Uno de sus exponentes, Clement Janequin, escribió una de las canciones populares llamada LAhutte. Esta melodía describe escenas de cacería, cuadros de batalla, parloteo de mujeres y el ir y venir de la gente de los mercados. Lo describe como si quisiera pintarlos en un fresco para mostrar en la vida común.
El canto de la reforma religiosa se aplica a melodías de canciones populares y se utiliza para los servicios religiosos en donde intervenían grandes grupos de personas.
Juan Calvino utilizó ese canto masivo al unísono y lo armonizó a cuatro voces.

### Música renacentista italiana

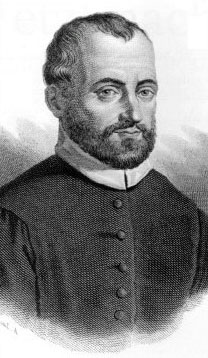
Giovanni Pierluigi da Palestrina

La música italiana se vio influenciada por el papel que ocuparon los compositores flamencos como: Adrián Willaert y sus discípulos que trasplantaron el estilo polifónico holandés. En menos de un siglo, Italia reemplazó a los Países Bajos como centro de la vida musical europea.
Existían dos tipos de formas musicales:
- la fróttola, que era un tipo de canción estrófica, silábicamente musicalizada a cuatro voces, con esquemas rítmicos marcados, armonías diatónicas y un estilo homófono con la melodía en la voz superior. Tiene varios subtipos como la barzelleta, el capitolo, el estrambotto, etc. Se solía ejecutar cantando la voz superior e interpretando las otras tres voces a modo de acompañamiento. Sus textos eran amatorios y satíricos. Sus principales compositores fueron italianos.
- la lauda, contrapartida religiosa de la frottola; se cantaba en reuniones religiosas semipúblicas a capella, o con instrumentos que tocaban las tres voces superiores. Era en su mayor parte silábica y homófona, con la melodía en la voz superior, llamada música.

### Música renacentista inglesa
En la música del renacimiento inglés, se destaca el compositor William Byrd, quien desempeñó un papel crucial en la música de clave; otro compositor de alta relevancia es John Dowland, compositor de espléndidas y reconocidas melodías para laúd.

### Música renacentista alemana
Durante el siglo XVII, Alemania vivía la guerra de los 30 años, el Sacro Imperio Germánico bajo el emperador Felipe II y de su hermano Fernando I, enfrentaba una guerra contra el protestantismo en Alemania, por tanto las artes en Alemania sufrían una fuerte represión por parte del clero antes y durante la guerra. Entre otros, no estaba permitido componer en alemán, sin embargo se dio la paz de Westfalia, por la intervención del cardenal Richelieu en la guerra, y las artes florecieron en Alemania, entre los primeros compositores en destacarse están Esaías Reusner, Johann Pachelbel y Heinrich Schütz, aunque estos no escribieron la música religiosa en alemán. Uno de los primeros en componer en alemán fueron los organistas Johann Sebastian Bach y Diderik Buxtehude.

### Música renacentista española
Como en las letras, el siglo XVI es también el Siglo de Oro de la música española. Destacan las obras de los compositores Tomás Luis de Victoria, Cristóbal de Morales y Francisco Guerrero.
Entre las obras más importantes del renacimiento se destacan: el Cancionero de palacio, música de la corte de los Reyes Católicos (Isabel I de Castilla y Fernando II de Aragón), el cancionero Al-Ándalus, los libros en cifras para vihuela de Alonso Mudarra, los compositores Luis de Narváez, Gaspar Sanz y el madrigalista Juan del Encina.

## Música Barroca (1600-1750)

### Barroco (1600-1750)

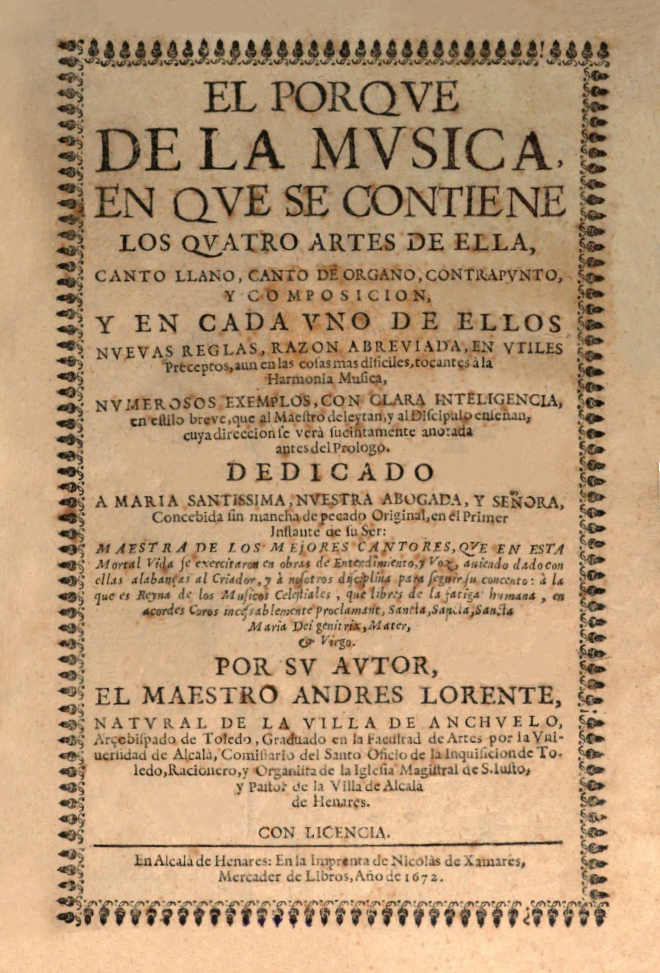
"El porque de la musica" (1672), del teórico musical Andrés Lorente.

La música barroca es el periodo musical que domina en Europa durante todo el siglo XVII y primera mitad del siguiente, siendo reemplazada por el clasicismo hacia 1750-1760. Se considera que nació en Italia y alcanzó su máximo esplendor en Alemania durante el barroco tardío. Es uno de los periodos más ricos, fértiles, creativos y revolucionarios de la historia de la música.
En este período se desarrollaron nuevas formas y se operaron grandes avances técnicos, tanto en la composición como en el virtuosismo; así tenemos: cromatismo, expresividad, bajo cifrado y bajo continuo, intensidad, ópera, oratorio, cantata, sonata, tocata, suite, fuga y la sinfonía.

#### El bajo continuo
También llamado bajo cifrado, designa el sistema de acompañamiento ideado a comienzos del período barroco, y es además un sistema estenográfico o taquigráfico de escritura musical. Como técnica de composición, permitía al compositor trazar tan solo el contorno de la melodía y el bajo cifrado, dejando las voces medias, o sea el relleno armónico, a la invención del continuista. La ejecución del continuo requiere dos instrumentistas: un instrumento melódico grave (viola da gamba, violoncelo, contrabajo, fagot, etc.) que ejecuta las notas del bajo y un instrumento armónico (laúd, clavecín, órgano) a cargo del continuista, quien desarrolla de manera improvisada las armonías, de acuerdo con las cifras del bajo cifrado, en la forma de acordes, arpegios u otras figuraciones, todo ello de conforme al estilo y las necesidades expresivas del texto musical.

#### El sistema tonal
El sistema tonal fue una evolución desde los últimos maestros de la música medieval hasta su máximo esplendor desde Bach a los últimos compositores tonales del posromanticismo. En sus comienzos, se definió una armonía musical compuesta por siete asuntos distintos: las notas, los intervalos, los géneros, los sistemas de escala, los tonos, la modulación y la composición de melodías.

### Barroco temprano (1600-1650)

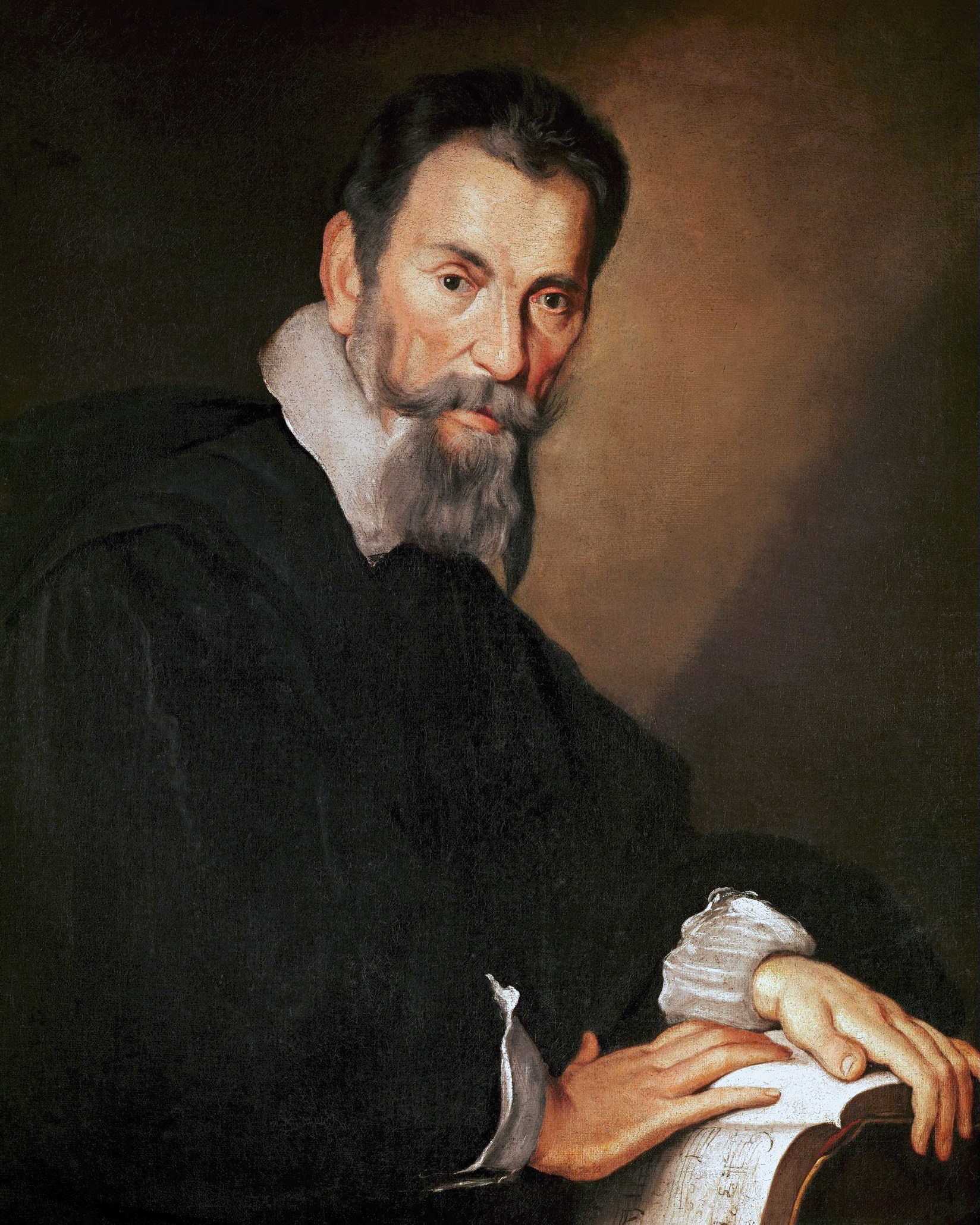
Claudio Monteverdi hacia 1630.

La música en Italia durante los siglos XVI, XVII y principios del XVIII estaba viviendo su apogeo y además estaba en búsqueda del máximo esplendor artístico, de lo excelso a lo sublime; el regocijo de lo religioso se disputaba entre lo humano y lo divino en el campo de batalla que era el Barroco. El theatrum mundi italiano vivía bajo el precepto de «delectare et movere» (‘deleitar y emocionar’). La sprezzatura italiana, daba paso a lo que sería el más grande espectáculo de la voz humana: la ópera. El concerto grosso italiano y la orquesta italiana fueron el prototipo de composición y de ejecución a seguir por toda Europa occidental. Los castrati juegan un rol preponderante durante el Barroco italiano, eran el Barroco humano, lo hermoso extravagante y a la vez lo grotesco, lo confuso o manierista, lo bello con lo monstruoso, la moral y el decaimiento contra el esplendor supremo de la sociedad de la Italia barroca (Caffarelli, Senesino, Carestini) inmortalizados por una voz que trascendía el concepto de «perfección», que incluso a algunos llevó a la locura.
El violino italiano, una puesta en escena del manierismo barroco, era un vehículo más para el virtuosismo del ejecutante que del compositor, que únicamente indicaba pautas que los intérpretes tomaban con gran libertad. Ejemplos de esta época son los doce conciertos de Pietro Locatelli, y el concerto grosso de Arcangelo Corelli.
- Jan Pieterszoon Sweelinck (1562-1621).
- Claudio Monteverdi (1567-1643) fue un importantísimo compositor italiano, uno de los primeros en desarrollar los recursos barrocos, los que aplicó extensamente a la ópera, el madrigal y la música religiosa. Dominó tanto los nuevos estilos de comienzos del siglo XVII, como los más avanzados recursos de la polifonía franco-flamenca. Participó intensamente en el desarrollo de la ópera veneciana. Compuso gran cantidad de música religiosa y más de 250 madrigales. Gran parte de sus óperas se han perdido. Se conservan solo tres: La fábula de Orfeo (1607), El regreso de Ulises a la patria (1640) y La coronación de Popea (1642). Monteverdi sobresalió por su libertad creadora en el uso de las formas, estilos y texturas antiguas y nuevas, del poder expresivo de la armonía y las disonancias y del poder caracterizador de los instrumentos de la orquesta.
- Girolamo Frescobaldi (1583-1643).
- Heinrich Schütz (1585-1672).

### Barroco medio (1650-1700)
- Jean Baptiste Lully (1632-1687).
- Dietrich Buxtehude (1637-1707).
- Johann Pachelbel (1653-1706).
- Arcangelo Corelli (1653-1713), compositor y violinista italiano, uno de los primeros grandes impulsores de la escuela italiana del violín y de la música instrumental en Italia. Fue uno de los creadores de la forma llamada concerto grosso. Compuso también Sonatas tanto de cámara como de iglesia. Corelli fue uno de los primeros compositores que aplicó sistemáticamente los procedimientos derivados del Sistema tonal.
- Henry Purcell (1659-1695).
- Alessandro Scarlatti (1660-1725).

### Barroco tardío (1700-1750)

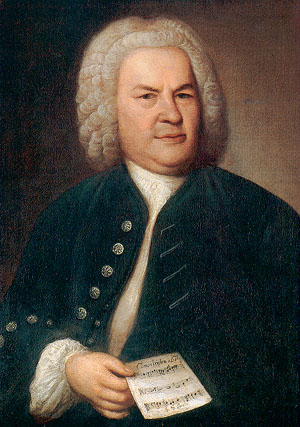
Bach es uno de los compositores más importantes de la música universal y la cima de la era barroca

El barroco en la música, al contrario de otras ramas del arte, pervive un poco más en el tiempo y se extiende hasta la década de los 50 y 60 del siglo XVIII, cuando mueren los últimos grandes exponentes de la época barroca: Antonio Vivaldi, Georg Philipp Telemann, Jean Philippe Rameau, Georg Friedrich Händel, Johann Sebastian Bach y Doménico Scarlatti.
Los miembros de la última generación importante nacen todos entre 1668 y 1685, donde muchos de ellos representan el cénit nacional y de la era en el país donde vivieron: Vivaldi en Italia, Bach y Telemann en Alemania, Händel en Inglaterra, Rameau y Couperin en Francia y Scarlatti en España. Aunque algunos de ellos no solo se apegan a su escuela nacional y hacen una síntesis y resumen de todas las escuelas como es el caso de Bach, Händel y Telemann, todos nacidos en Alemania, aunque Händel se marcha a Italia en 1706 para no volver jamás y asentándose en Inglaterra en 1713 hasta su muerte, convirtiéndose en el mayor exponente de la escuela inglesa.
Es con esta generación alemana, especialmente por Bach, cuando el mundo musical germánico se convierte en la patria musical de primer orden, superando a Italia y desplazándola en ser la máxima potencia musical, que durará hasta principios del siglo XX, desde Bach hasta Schonberg y la segunda escuela de Viena.
En esta última etapa del barroco, que comienza hacia 1700-1710, cuando esta generación empieza a ser activa en el mundo musical de la época, la música adquiere y avanza a una nueva dimensión sin romper el estilo barroco en todos los ámbitos, desde los géneros y formas, hasta la forma de escuchar la música pasando por los instrumentos e instrumentación. El barroco musical adquiere aquí una espléndida madurez, apogeo y una gran refinación inédita en las dos etapas anteriores, que culminará especialmente en la obra de Johann Sebastian Bach y Georg Friedrich Händel, las dos grandes figuras dominantes de este periodo.

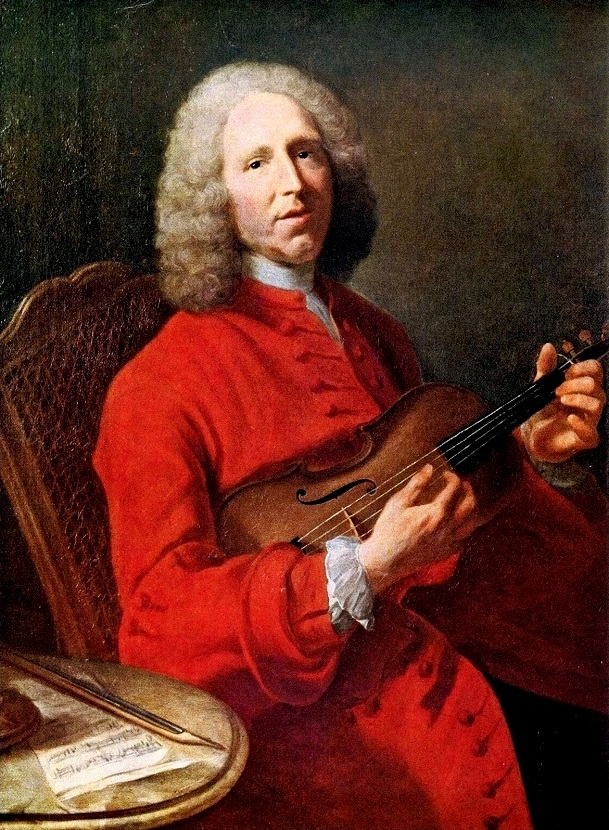
Jean Philippe Rameau es el más importante teórico musical del y junto con Bach estableció el sistema tonal que perduraría hasta el. Sus obras son la cumbre del Barroco francés.

La técnica de la polifonía y el contrapunto aún tiene una especial importancia en esta época, de forma más notable en Alemania y sobre todo en Bach, pero la homofonía adquiere cada vez más auge e importancia, conviviendo las dos técnicas durante algunas décadas, de forma a la par durante esta generación de compositores, algunos de ellos como Bach o Händel, dominándolos con gran maestría.
Uno de los hitos más importantes del último estilo del Barroco es el definitivo asentamiento de la tonalidad en la música occidental con una de las obras más importantes de la música universal, el clave bien temperado BWV 846-893, de Bach, una colección en dos libros publicados en 1722 y 1744 que se compone de 24 preludios y fugas cada libro en los tonos del sistema tonal, siendo una demostración del sistema tonal que estará vigente durante casi 200 años hasta principios del siglo XX.
En el mismo año del primer libro, 1722, de forma simultánea aunque independiente, se publicara también el primer gran tratado del sistema tonal, el Tratado de armonía reducida a sus principios naturales de Jean Philippe Rameau, que aunque este tratado es imperfecto, se utilizara como referencia hasta principios del siglo XX.
Las formas musicales del barroco tardío son prácticamente las mismas del periodo anterior, pero con pequeñas novedades que serán precedentes importantes y abrirán un camino a algunos de los géneros más queridos del clasicismo vienés de la segunda mitad de ese siglo: El concierto para teclado y la sonata con acompañamiento sin bajo continuo.

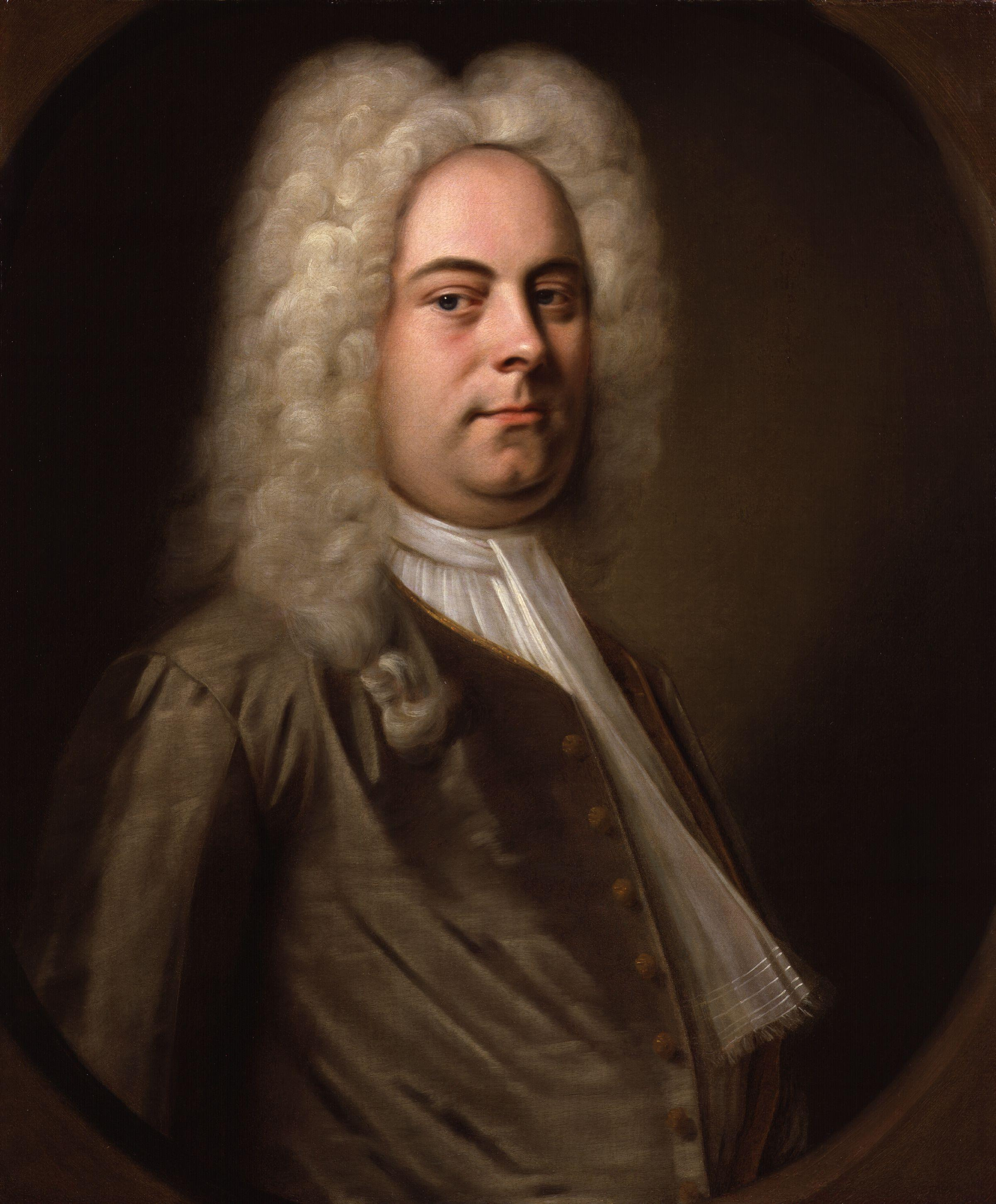
Händel es una gran figura del último Barroco. Sus óperas son la máxima expresión del género en esa era, siendo conjuntamente con Mozart y Gluck, el compositor más importante del género en el.

En cuanto a instrumentos, se hacen varios cambios y algunos instrumentos de etapas precedentes no aguantan hasta el final del barroco y caen en desuso mucho antes, como el laúd y la viola da gamba, en general remplazados por otros más nuevos que en esta época alcanzan un gran auge técnico y de prestigio, como el violín, la guitarra o el violonchelo. El clave seguirá omnipresente en toda la música de este periodo culminando su larga trayectoria de los siglos anteriores en las obras de Bach, Rameau, Händel, y Scarlatti, aunque estará en boga hasta 1770. El órgano seguirá teniendo un peso importante en Alemania, donde, con Bach, alcanza su más alta expresión en toda la historia.
Conforme pasa el tiempo el estilo Barroco, que llevaba ya mucho tiempo como el estilo dominante de la música occidental, es rechazado por las generaciones posteriores a los últimos grandes exponentes del Barroco, que practicarán un estilo más sencillo, con apenas contrapunto, el estilo Galante, en boga desde 1730.
La nueva generación ilustrada, nacida a partir de 1700, la rechazará por complicada, recargada, por abusar del contrapunto, por árida y antigua, y el estilo quedará apegado a partir de 1730 a las generaciones más viejas del momento, extinguiéndose prácticamente entre 1741 y 1767, con la muerte de Vivaldi, Bach, Händel, Rameau, Scarlatti y Telemann.

## Clasicismo (1750-1820)

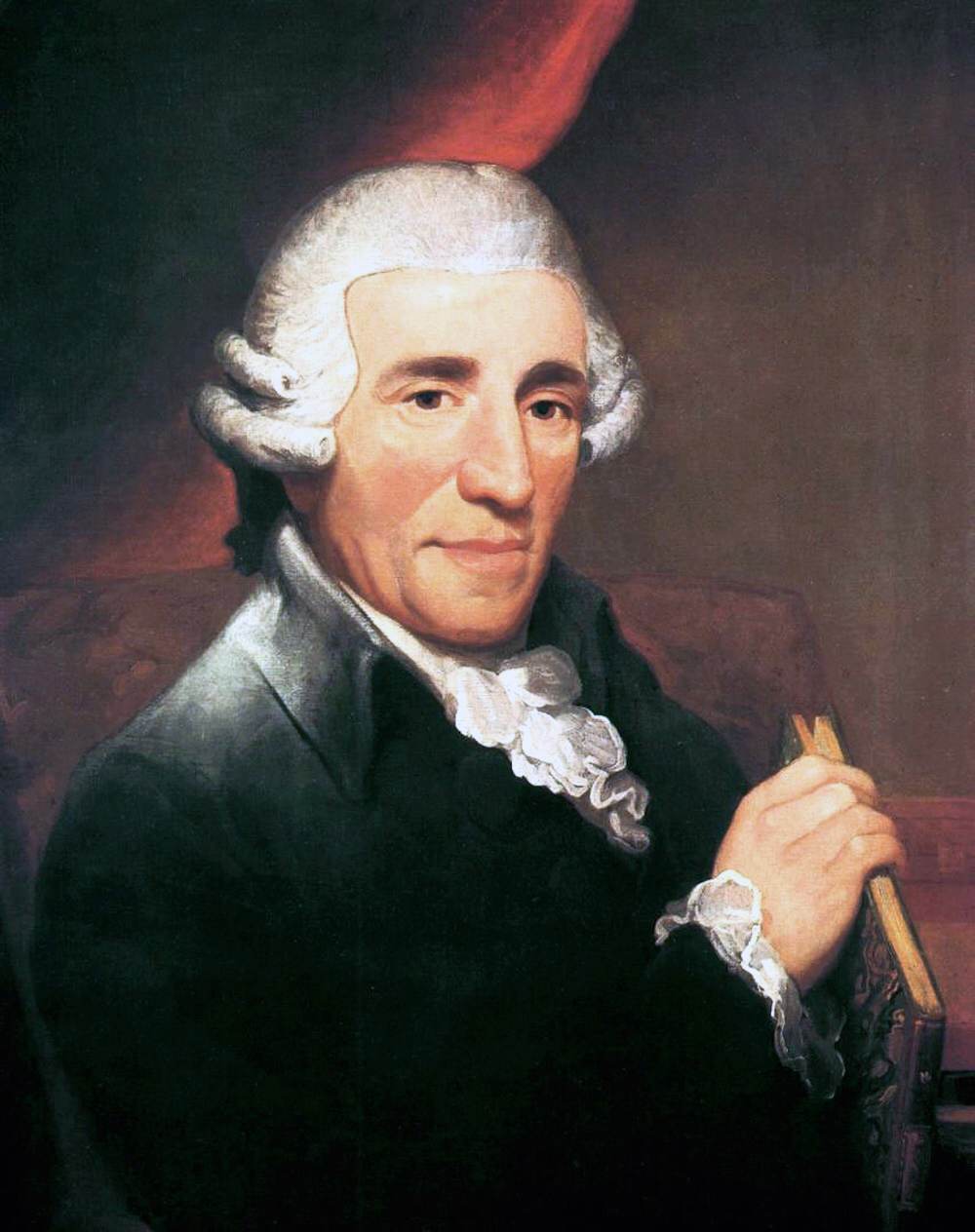
Franz Joseph Haydn

Es el estilo caracterizado por la transición de la música barroca hacia una música equilibrada entre estructura y melodía. Ocupa la segunda mitad del siglo XVIII. Franz Joseph Haydn, Wolfgang Amadeus Mozart y Ludwig van Beethoven son tres de sus representantes más destacados

### La orquesta y nuevas formas musicales

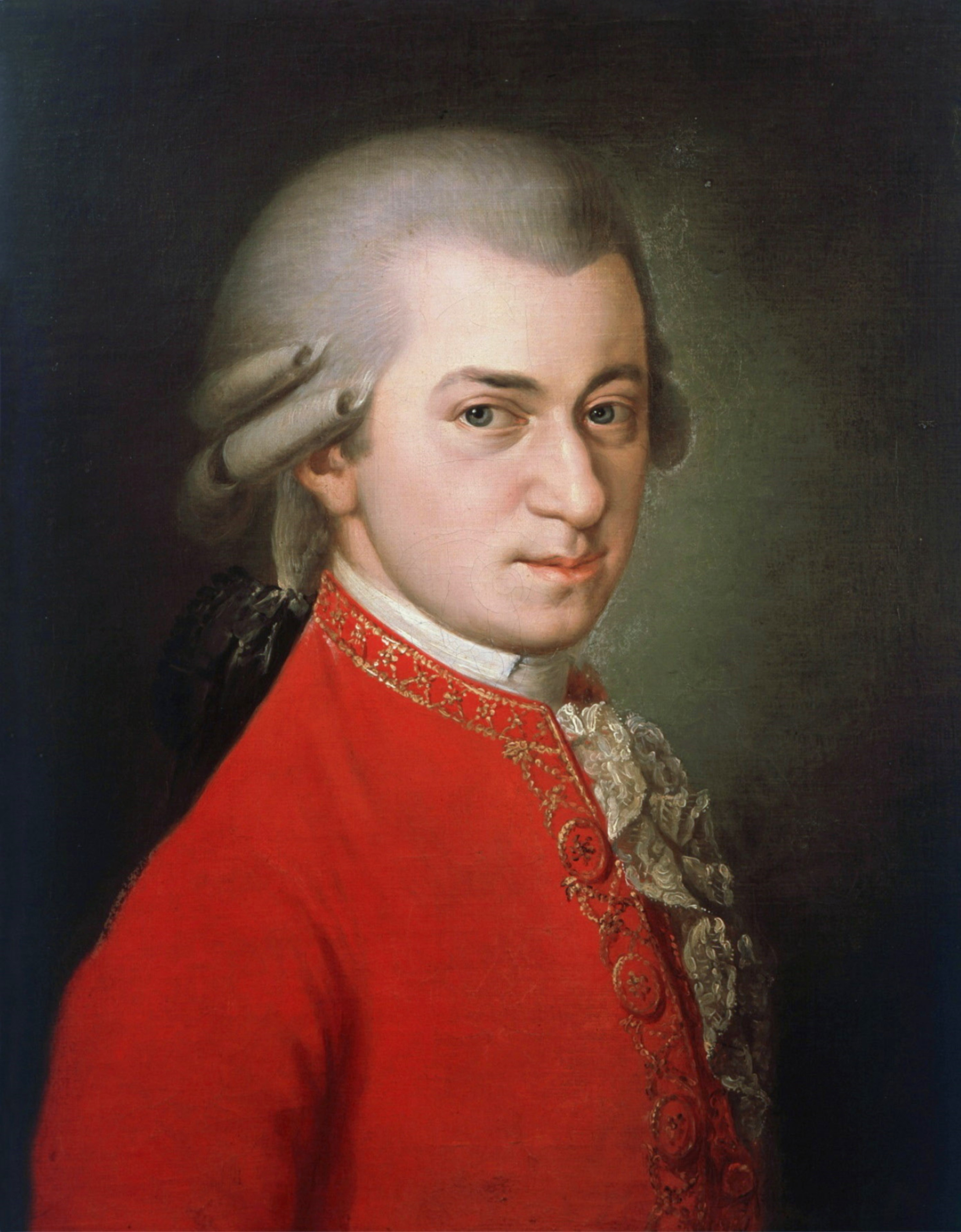
Wolfgang Amadeus Mozart

- Carl Philipp Emanuel Bach (1714-1788), fue un músico y compositor alemán. Es a menudo referido como C. P. E. Bach. Está considerado uno de los fundadores del estilo clásico y uno de los compositores más importantes del periodo galante, aparte de ser el último gran maestro del clave hasta el siglo XX. Carl Philipp Emanuel Bach compuso veintidós Pasiones, dos oratorios, diecinueve sinfonías, quince conciertos, unas doscientas obras de cámara y diversas piezas para teclado, canciones e himnos.
- Franz Joseph Haydn (1732-1809), compositor austriaco, una de las figuras más influyentes en el desarrollo de la música del clasicismo (c. 1750-1820). En 1755 trabajó para el barón Karl Josef von Fürnberg, época en que compuso sus primeros cuartetos para cuerda. En 1759 fue nombrado director musical del conde Fernando Maximilian von Morzin. Desde 1761 hasta su muerte, trabajó al servicio de los príncipes Esterhazy ―primero Paul Anton y luego Nikolaus―, donde tuvo a su disposición una de las mejores orquestas de Europa.
- Wolfgang Amadeus Mozart (1756-1791), compositor austriaco del periodo clásico. Uno de los más grandes e influyentes en la historia de la música occidental. Estudió con Leopold Mozart, su padre, conocido violinista y compositor, que trabajaba en la orquesta de la corte del arzobispo de Salzburgo. Desde pequeño fue niño prodigio y un genio musical. Se dice que era el compositor perfecto, debido a que en sus borradores casi no se detectaba error alguno. Se caracterizaba por su estilo sencillo, claro y equilibrado, aunque sin huir de la intensidad emocional. En su enorme producción musical (más de 600 obras, a pesar de su corta vida) destacan, entre muchos otros géneros musicales, sus conciertos para piano y sus óperas.

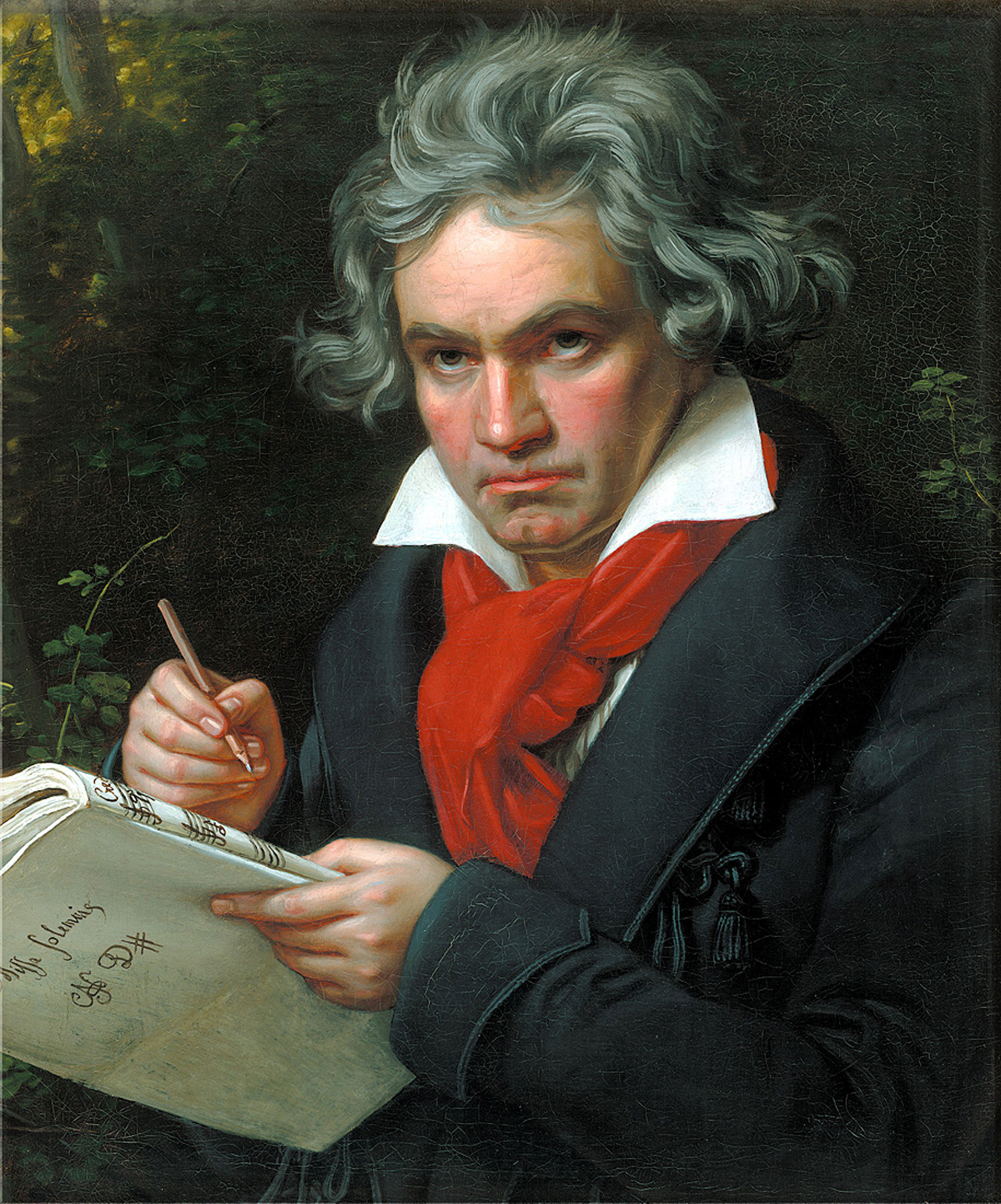
Ludwig van Beethoven

- Ludwig van Beethoven (1770-1827), compositor alemán, considerado uno de los más grandes de la cultura occidental. Se formó en un ambiente propicio para el desarrollo de sus facultades aunque excesivamente rígido. Sus primeros brotes de talento musical fueron dirigidos de forma tiránica por la disciplina de su padre, que era tenor en la capilla de la corte. En 1789 Beethoven comenzó a trabajar como músico de la corte para mantener a su familia. Sus primeras obras bajo la tutela del compositor alemán Christian Gottlob Neefe, especialmente la cantata fúnebre por la muerte del emperador José II, mostraban ya una gran inteligencia, y se pensó en la posibilidad de que se fuera a Viena para estudiar con Wolfgang Amadeus Mozart. Aunque la muerte de Mozart en 1791 hizo que estos planes no pudieran realizarse, Beethoven marchó a Viena en el año 1792 para estudiar con el compositor austriaco Joseph Haydn. Beethoven ha sido reconocido tanto por sus principios clásicos como por su libertad de expresión, por lo que se le sitúa como el último de los clásicos y el primero de los románticos.

### Escuela de Mannheim
La escuela más importante durante el primer clasicismo fue, sin lugar a dudas, la escuela de Mannheim. En esta ciudad comienza a desarrollarse esta escuela orquestal. A partir de 1740 se establece una orquesta reconocida como la mejor de la época, donde acudieron los músicos más sobresalientes de Europa, liderados por el compositor Johann Stamitz y sobre cuyo modelo y composición se establecerían todas las orquestas clásicas de ese período.
Esta escuela contribuyó a fijar las formas clásicas y a explorar y desarrollar los efectos orquestales que hasta entonces se habían limitado a las oberturas de las óperas. Además, dividió la orquesta en dos partes iguales que dialogan entre sí.

### Otras escuelas
La Escuela de Viena. La particularidad de esta escuela es el uso de temas de carácter contrastante. Tuvo como representantes a Florian Leopold Gassmann, Georg Monn y Georg Christoph Wagenseil.
La escuela de Berlín. La importancia de esta escuela radica en que fue el primer lugar en donde se inicia la técnica del desarrollo. Como representante está Carl Philipp Emmanuel Bach.

### Clasicismo mediterráneo
- Luigi Boccherini
- Ferran Sors
- Antonio Soler

## Romanticismo (1820-1900)

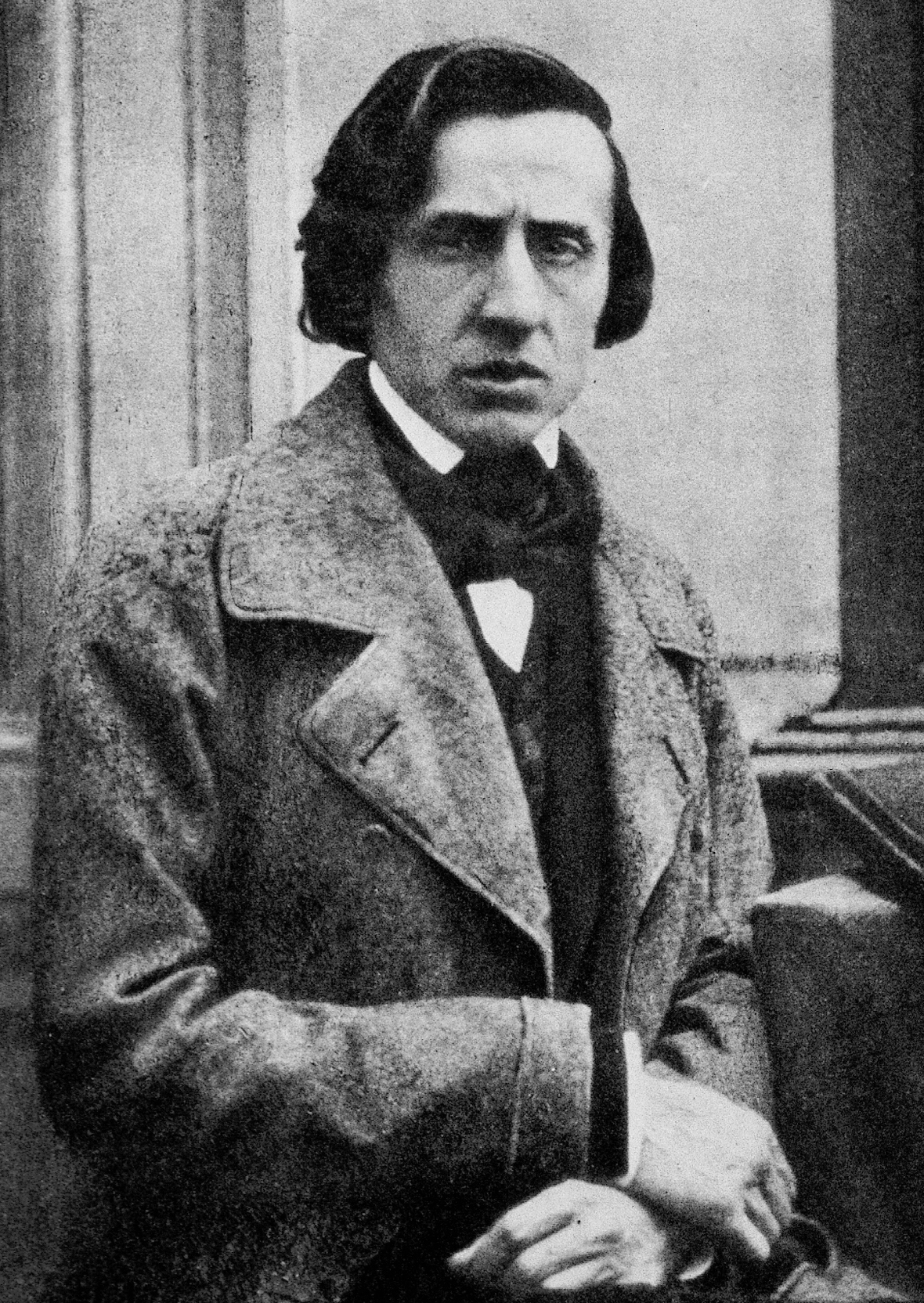
Frederic Chopin fue el pianista más característico del período y uno de los más importantes compositores de este instrumento.

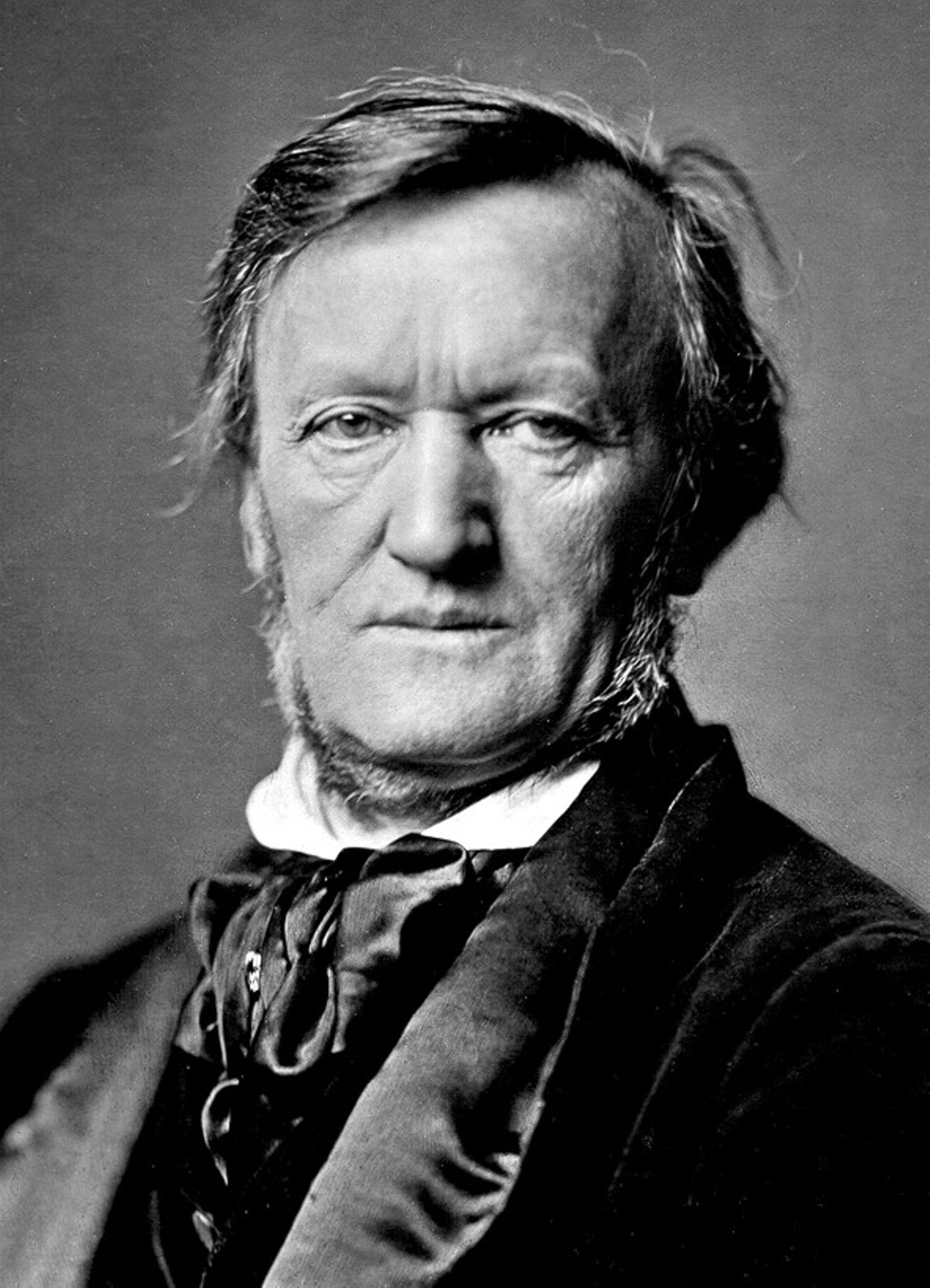
Richard Wagner fue el compositor que llevó a su apogeo el género de la ópera.

### El piano romántico
- Franz Schubert (1797-1828), compositor austriaco, gran incomprendido en su tiempo, cuyos lieder (canciones para voz solista y piano basadas en poemas alemanes) están entre las obras maestras de este género, y cuyos trabajos instrumentales son un puente entre el clasicismo y el romanticismo del siglo XIX. Escribió obras para piano, música sinfónica, religiosa y numerosas óperas.
- Félix Mendelssohn (1809-1847), compositor alemán, una de las principales figuras de comienzos del romanticismo europeo del siglo XIX. A los 9 años debutó como pianista y a los 11 años interpretó su primera composición. Compuso la obertura El sueño de una noche de verano cuando tenía 17 años y la obra que contiene la famosa Marcha nupcial 17 años después. Tuvo como profesores al compositor y pianista checo Ignaz Moscheles y al compositor alemán Carl Friedrich Zelter. A Mendelssohn se le atribuye el haber redescubierto la obra de Johann Sebastián Bach, al estrenar en 1829 su Pasión según San Mateo.
- Frédéric Chopin (1810-1849), comenzó a estudiar piano a los cuatro años. Aprendió la técnica del instrumento prácticamente de forma autodidacta, aunque más tarde estudió armonía y contrapunto en el conservatorio de la capital polaca. También fue precoz como compositor: su primera obra publicada data de 1817. Desde muy joven mantuvo estrecha relación con las altas esferas sociales, ante quienes tocaba en sus reuniones musicales. A los 20 años de edad dejó su Polonia natal en un viaje de estudios, pero nunca regresó. Su obra se caracterizó por el intimismo, la delicadeza, la facilidad melódica, y una revolucionaria técnica de ejecución. El piano fue su instrumento por excelencia, y tuvo gran popularidad e influencia en los compositores de su época.
- Robert Schumann (1810-1856), compositor alemán del Romanticismo. Desde niño, ya demostraba sus cualidades musicales, y su padre lo apoyó durante su formación procurándole un profesor de piano. La dedicación a su carrera musical se vio truncada por la muerte de su padre, aunque posteriormente reemprendería sus estudios. Fue un brillante compositor y crítico musical, lo que le permitió descubrir a Johannes Brahms cuando era un joven de veinte años. En 1839, Robert se casó con Clara Wieck, y tuvieron ocho hijos. Finalmente, durante sus últimos años se acentuaron las depresiones, crisis, intentos de suicidios y periodos de reclusión. Murió de tifus en un sanatorio.
- Franz Liszt (1811-1886), compositor austro-húngaro, pianista y profesor. Liszt se hizo famoso en toda Europa durante el siglo XIX por su gran habilidad como intérprete. Sus contemporáneos afirmaban que era el pianista técnicamente más avanzado de su época y quizás el más grande de todos los tiempos.[3] También fue un importante e influyente compositor, un profesor de piano notable, un director de orquesta que contribuyó significativamente al desarrollo moderno del arte y un benefactor de otros compositores y artistas, intérpretes o ejecutantes, en particular de Richard Wagner, Hector Berlioz, Camille Saint-Saëns, Edvard Grieg y Aleksandr Borodín.
- Richard Wagner (1813-1883), fue un compositor, director de orquesta, poeta, ensayista, dramaturgo y teórico musical alemán del Romanticismo. Destacan principalmente sus óperas (calificadas como «dramas musicales» por el propio compositor) en las que, a diferencia de otros compositores, asumió también el libreto y la escenografía.

En sus inicios, fundamentó su reputación como compositor en obras como El holandés errante y Tannhäuser, que seguían la tradición romántica de Weber y Meyerbeer. Transformó el pensamiento musical con la idea de la «obra de arte total» (Gesamtkunstwerk), la síntesis de todas las artes poéticas, visuales, musicales y escénicas, que desarrolló en una serie de ensayos entre 1849 y 1852, y que plasmó en la primera mitad de su monumental tetralogía El anillo del nibelungo. Sin embargo, sus ideas sobre la relación entre la música y el teatro cambiaron nuevamente y reintrodujo algunas formas operísticas tradicionales en las obras de su última etapa, como en Los maestros cantores de Núremberg. Las obras de Wagner, particularmente las de su último periodo, destacan por su textura contrapuntística, riqueza cromática, armonía, orquestación y un elaborado uso de los leitmotivs (temas musicales asociados a caracteres específicos o elementos dentro de la trama). Wagner fue pionero en varios avances del lenguaje musical, como un extremo cromatismo (asociado con el color orquestal) o la ampliación del cosmos armónico a través de un continuo desplazamiento de los centros tonales, lo que influyó en el desarrollo de la música clásica.
Su ópera Tristán e Isolda se describe a veces como punto de inicio de la música docta contemporánea.
La influencia de Wagner se extendió también a la filosofía, la literatura, las artes visuales y el teatro. Hizo construir su propio teatro de ópera, el Festspielhaus de Bayreuth, para escenificar sus obras del modo en que él las imaginaba y que contienen diseños novedosos. Allí tuvo lugar el estreno de la tetralogía del Anillo y Parsifal, donde actualmente se siguen representando sus obras operísticas más importantes en un Festival anual a cargo de sus descendientes.
- Johannes Brahms (1833-1897). Después de estudiar violín y violonchelo con su padre, contrabajista del teatro de la ciudad, Brahms se especializó en el piano y comenzó a componer bajo la tutela del maestro alemán Eduard Marxsen, cuyo conservador gusto musical dejó una profunda huella en él. En 1853 inició una gira de conciertos como pianista acompañante del violinista húngaro Eduard Reményi. Durante esta gira conoció al violinista, también húngaro, Joseph Joachim, quien lo presentó al compositor alemán Robert Schumann. Schumann se quedó tan sorprendido con las composiciones de Brahms, obras aún no editadas, que escribió un apasionado artículo en una revista de la época sobre el joven compositor. Brahms cobró un sincero afecto a Schumann y su mujer, la famosa pianista Clara Josephine Schumann, y esta amistad y el aliento que recibió de ellos le proporcionaron energías para trabajar sin descanso.
- Anton Bruckner (1824-1896). Nació en la pequeña ciudad de Ansfelden, en el norte de Austria. Su padre, que era maestro de escuela y tocaba el órgano de la iglesia local, imbuyó a su hijo las dos vocaciones a las que dedicaría su actividad profesional: la enseñanza y la interpretación como organista. Bruckner se destacó como compositor, profesor y organista. Compuso sinfonías románticas con una condición barroca empleando el contrapunto aprendido en el órgano. Su posición estilística se encuentra dividida entre los progresistas, seguidores de Wagner y los conservadores, seguidores de Brahms. Su afán de perfeccionismo y las críticas que recibe le hacen modificar sus obras una y otra vez, con lo cual aparecen múltiples versiones de una misma obra.

### Música programática

#### El lied
El lied es la forma vocal menor del romanticismo más destacada. Consiste en la interpretación de un poema realizada por un cantante y piano. La estructura general es A B A donde la primera y la última estrofa tienen la misma melodía. El principal compositor del lied es Schubert, cuyos temas esenciales eran la muerte, el amor y la naturaleza. También en la composición de esta forma se destacaron Robert Schumann, Hugo Wolf, Gustav Mahler y Richard Strauss.

### Los nacionalismos (1850-1950)

#### Rusia
El nacionalismo es una corriente iniciada en Rusia. Mijaíl Glinka famoso por su ópera Una vida por el Zar alentó a Aleksandr Dargomyzhski para ayudarle a convencer a un grupo de cinco compositores rusos a coordinar sus trabajos basados en la cultura rusa. Más tarde fueron conocidos como El Grupo de los Cinco. La ópera de Dargomyzhski El convidado de piedra fue la piedra angular sobre la que se basó esta nueva escuela.
Glinka es comúnmente recordado como el fundador de la música nacionalista rusa. Una vez depurado su estilo de composición en relación con sus estudios posteriores, despertó una gran atención tanto en su país como en el extranjero. Sus operas rusas ofrecían una síntesis de composición occidental pero con melodía rusa, mientras que su música orquestal, con una instrumentación excelente, ofrecía una combinación de lo tradicional y lo exótico.

##### El Grupo de los Cinco
De este grupo de cinco, solo dos eran músicos profesionales, César Cui y Mili Balákirev, ambos poco conocidos. Un tercero Aleksandr Borodin es más conocido por su composición En las estepas de Asia Central y por Danzas polovtsianas de su ópera El príncipe Ígor.
Otro componente de este grupo fue Modest Músorgski quien introduce ritmos del folclore ruso y escalas inusuales procedentes de la música de la Iglesia ortodoxa, tan características en sus obras. Entre sus trabajos encontramos la suite para piano Cuadros de una exposición, que posteriormente llamó la atención a Maurice Ravel quien hizo un arreglo orquestale.
El quinto y último miembro del grupo fue Nikolái Rimski-Kórsakov, que fundamentó su trabajo en obras dramáticas de fuerza rítmica y color orquestal. Sus obras más importantes fueron la ópera El gallo de oro y su famosa suite orquestal Scheherezade. También utiliza elementos de la iglesia rusa en su Obertura de la gran Pascua rusa e influencias de la música tradicional asturiana o andaluza en su Capricho español.
Piotr Ilich Chaikovski fue otro de los compositores rusos que usaban un tono y color brillantes. Su sexta sinfonía Pathetique es muy conocida, y realizó, también la música de tres famosos ballets: El cascanueces, La Bella Durmiente y El lago de los cisnes. Obras como la obertura de Marcha eslava, y Capricho italiano ubican definitivamente a Chaikovski dentro del nacionalismo. Estas obras han sido programadas tan a menudo que se consideran entre las obras más famosas jamás construidas.

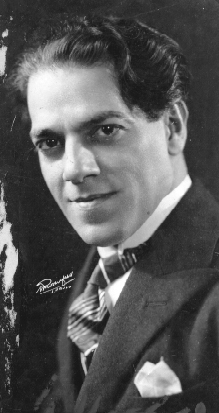
El compositor brasileño Heitor Villa-Lobos (1887-1959) fue el principal exponente del nacionalismo en Latinoamérica y uno de los compositores no europeos más importantes.

El Nacionalismo en música se refiere al uso de materiales que son reconocibles como nacionales o regionales. Por ejemplo, el uso directo de la música folclórica, y el uso de melodías, ritmos y armonías inspirados por la misma. El nacionalismo también incluye el uso del folclore como base conceptual, estética e ideológica de obras programáticas u óperas.
El nacionalismo es comúnmente relacionado al estilo del romanticismo y postromanticismo de mediados del siglo XIX hasta mediados del siglo XX, al cual se le incorporan elementos locales o folclóricos, aunque existen evidencias del nacionalismo desde inicios del siglo XVIII. El término también es usado frecuentemente para describir la música del siglo XX de regiones no dominantes en la música, sobre todo de Latinoamérica, Norteamérica y Europa Oriental. Históricamente el nacionalismo musical del siglo XIX ha sido considerado como una reacción contra el dominio de la música romántica alemana.
Los países relacionados con mucha frecuencia al nacionalismo son: Rusia, República Checa, Polonia, Hungría, Noruega, Finlandia, Suecia, Grecia, Ucrania, España y Reino Unido en Europa, y Estados Unidos, México, Brasil, Argentina, Chile y Cuba en América. Algunos de los compositores más importantes comúnmente asociados al nacionalismo en el siglo XX fueron: el brasileño Heitor Villa-Lobos (el primer y más importante compositor latinoamericano en destacar en los círculos musicales de Europa), el checo Leos Janacek, el finés Jean Sibelius, el húngaro Bela Bartok, el español Manuel de Falla, el británico Ralph Vaughan Williams, el mexicano Silvestre Revueltas, el argentino Alberto Ginastera, o el estadounidense Aaron Copland, entre muchos otros.

#### República Checa
- Bedřich Smetana (La novia vendida, Mi patria);
- Antonín Dvořák (Danzas eslavas, Sinfonía del Nuevo Mundo).

#### Noruega
- Edvard Grieg (Peer Gynt).

#### Finlandia
- Jean Sibelius (Finlandia).

#### España
- Isaac Albéniz (Suite Iberia);
- Enrique Granados (Goyescas).

#### Francia
- Georges Bizet (Carmen (ópera))

#### Reino Unido
- Edward Elgar (Variaciones Enigma, Pompa y circunstancia);
- Frederick Delius (A Mass of Life, A Village Romeo and Juliet).

#### Estados Unidos
- Horatio Parker (Hora Novissima);
- Edward Mac Dowell (Indian Suite).

### Post-Romanticismo

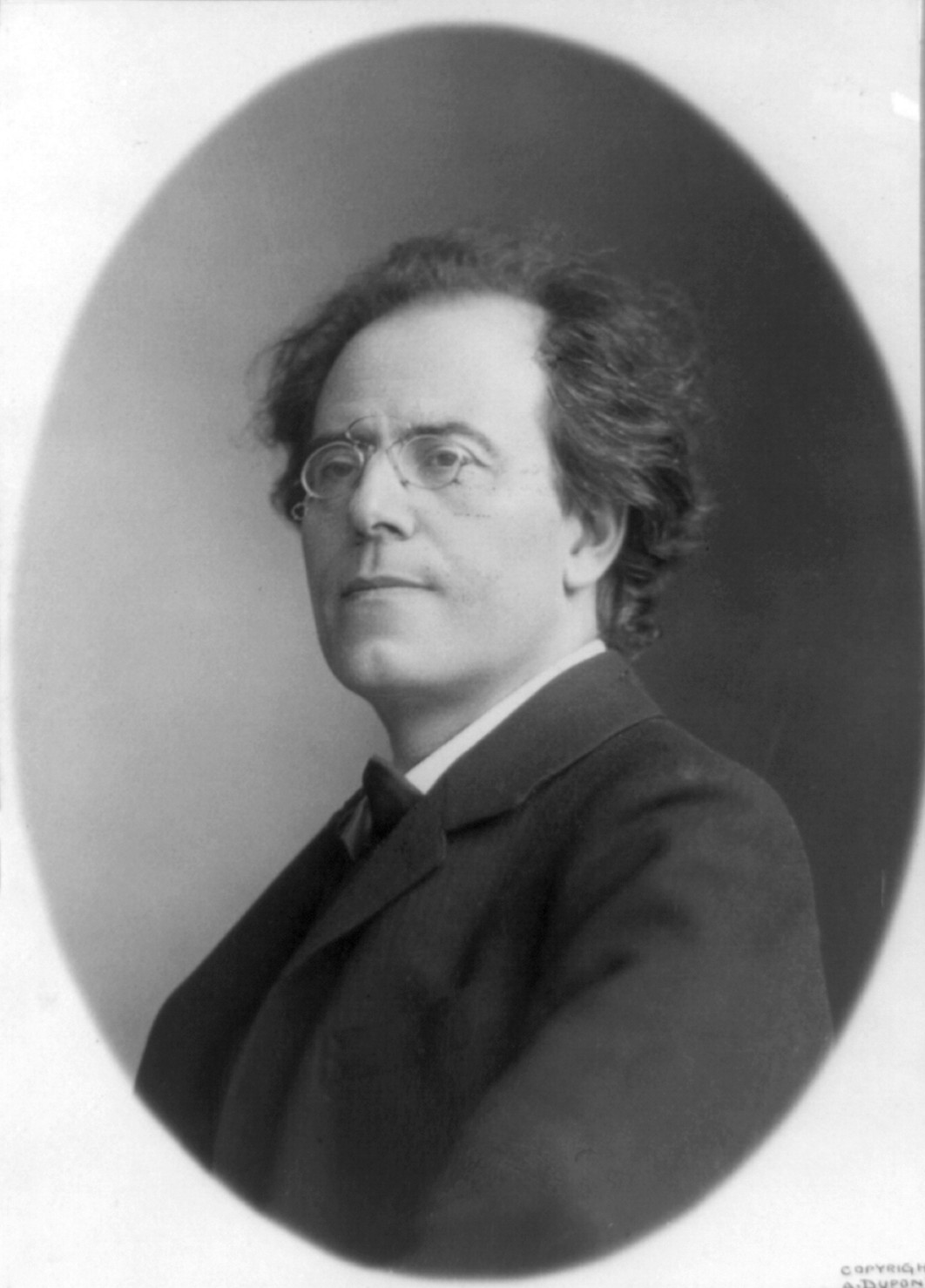
El compositor austriaco Gustav Mahler (1860-1911) fue el principal exponente del postromanticismo junto con Richard Strauss y Anton Bruckner

Particularmente en la primera parte del siglo XX, muchos compositores escribieron música que fue una extensión de la música romántica del siglo XIX. La armonía —salvo mayor complejidad— fue tonal, y los agrupamientos instrumentales tradicionales, como la orquesta o el cuarteto de cuerdas, se mantuvieron como los más usuales. Los músicos más representativos de este movimiento fueron Gustav Mahler, Richard Strauss y Serguéi Rajmáninov, sin embargo muchos de los grandes compositores modernistas comenzaron sus carreras en este estilo tales como Bela Bartok, Igor Stravinsky y Arnold Schoenberg.
Como compositor, Gustav Mahler, centró sus esfuerzos en la forma sinfónica y en el lied. La Segunda, Tercera, Cuarta y Octava sinfonías y Das Lied von der Erde (La canción de la Tierra) conjugaron en sus partituras ambos géneros. Él mismo advertía que componer una sinfonía era «construir un mundo con todos los medios posibles», por lo que sus trabajos en este campo se caracterizan por una amplísima heterogeneidad. Introdujo elementos de distinta procedencia como melodías populares, marchas, fanfarrias militares, mediante un uso personal del acorde, entrecortando o alargando inusitadamente las líneas melódicas, acoplados o yuxtapuestos en el interior del marco formal que absorbió de la tradición clásica vienesa. Sus obras sinfónicas adquirieron desmesuradas proporciones e incluían armonías disonantes que sobrepasan el cromatismo utilizado por Wagner en su Tristán e Isolda.
Muchos compositores prominentes —entre ellos Dmitri Kabalevski, Dmitri Shostakóvich y Benjamin Britten— hicieron significativos avances en el estilo y la técnica romántica mientras continuaban empleando un lenguaje melódico, armónico, estructural y textural relacionado con el del siglo XIX, accesible al auditorio promedio.

## Impresionismo (1860-1910)

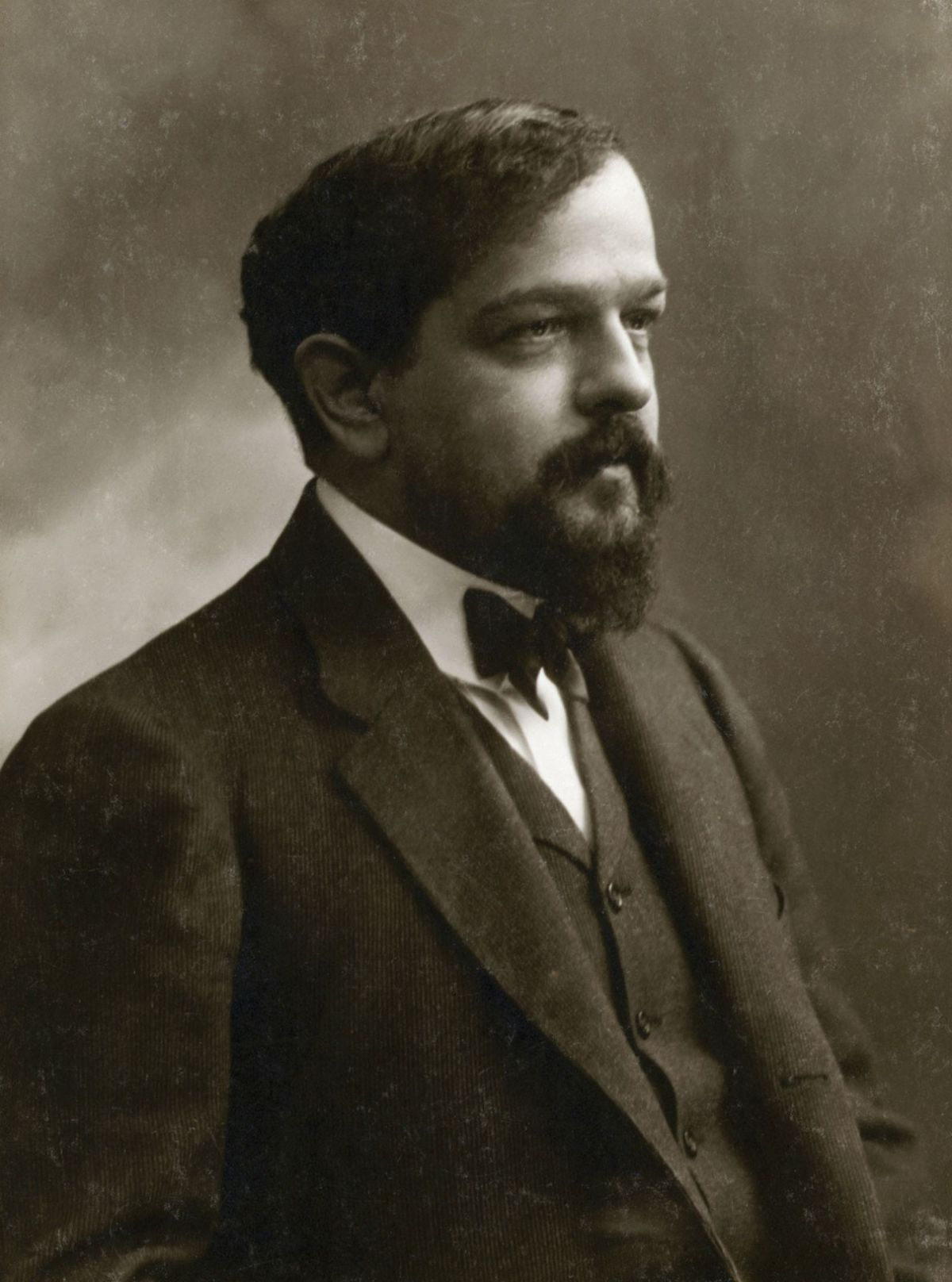
Claude Debussy fue el principal compositor de este movimiento

El Impresionismo musical es un movimiento musical surgido a finales del siglo XIX y principios del XX sobre todo en la música francesa, con la necesidad de los compositores de probar nuevas combinaciones de instrumentos para conseguir una mayor riqueza tímbrica. En el Impresionismo musical se da mucha importancia a los timbres, con los que se consiguen diferentes efectos. También se caracteriza porque los tiempos no son lineales sino que se ejecutan en sucesión de impresiones. Se relaciona de esta manera con el Impresionismo pictórico, que conseguía las imágenes mediante pequeñas pinceladas de color. Dos de los principales compositores de este movimiento son Claude Debussy y Maurice Ravel.
A Debussy le llevó muchos años desarrollar su estilo musical y tenía casi 40 años cuando alcanzó fama internacional en 1902 con la única ópera que concluyó, Peleas y Melisande (Pelléas et Mélisande).
Entre sus composiciones orquestales se encuentran Preludio a la siesta de un fauno (Prélude à l'après-midi d'un faune, 1894), Nocturnos (Nocturnes, 1897-1899) e Images (1905-1912). Su música fue en gran medida una forma de reacción frente a Wagner y a la tradición musical alemana. Consideró obsoleta la sinfonía clásica y buscó una alternativa en sus «bocetos sinfónicos» La mer (1903-1905). Entre sus obras para piano se encuentran dos libros de preludios (Préludes) y dos de estudios (Études). A lo largo de su carrera escribió mélodies basadas en una gran variedad de poesía, incluida la suya propia. Estaba muy influenciado por el movimiento poético simbolista de finales del siglo XIX. Un pequeño número de sus obras, como la temprana La Damoiselle élue (1887-1889) y la tardía El martirio de San Sebastián (Le Martyre de saint Sébastien, 1911), incluyen una parte importante para los coros. En sus últimos años se centró en la música de cámara y completó tres de las seis sonatas que tenía previsto componer para diferentes combinaciones de instrumentos.
- Gabriel Fauré
- Maurice Ravel
  - El Bolero de Ravel
- Erik Satie
- Isaac Albéniz
  - Suite española y Suite ibérica
- Enrique Granados
- Manuel de Falla
- Joaquín Rodrigo
  - El Concierto de Aranjuez
- Jesús Guridi
  - El caserío
- Joaquín Turina

## Música moderna y contemporánea (1910-presente)
El siglo XX estuvo marcado por dos grandes acontecimientos que fueron muy decisivos en la historia de la música occidental, y marcaron el avance posterior que seguirá la música hasta llegar a nuestros días. El primero es el abandono de la tonalidad y la total ruptura de las formas y técnicas que se venían haciendo desde los principios de la era barroca a partir de 1910, en concordia con las otras rupturas totales de las otras ramas de las artes. A partir de ahí, la música occidental se vuelve muy experimental y los compositores se empeñan en hallar nuevos caminos tanto en las formas, los instrumentos, los colores, la tonalidad, el ritmo para hacer una música totalmente nueva y alejada del período de la práctica común de los últimos trescientos años.
El segundo gran fenómeno es el auge y masificación de un tipo de música que se desarrolló en las ciudades durante el siglo anterior en contacto con las dos grandes ramas en que se dividía hasta ese momento la música (la étnica y la académica): la música popular. Este tipo de música, consumida por la creciente clase media urbana, experimentará un gran desarrollo gracias a la posibilidad de grabar sonido mediante las nuevas tecnologías de principios del siglo XX (lo que dará lugar a la industria del disco) y la aparición de medios de comunicación de masas como la radio y el cine sonoro. El efecto de la música popular y la industria musical que se desarrolla en torno a ella cambiarán drásticamente los hábitos musicales que estaban presentes desde la Edad Media.

## Música modernista y contemporánea

### Futurismo
El futurismo fue uno de los movimientos iniciales de vanguardia en la Europa del siglo XX. Esta corriente artística fue fundada en Italia por el poeta italiano Filippo Tommaso Marinetti, quien redacta el Manifiesto Futurista, y lo publica el 20 de febrero de 1909 en el diario Le Figaro de París.
Este movimiento buscaba la ruptura con las tradiciones artísticas del pasado y los signos convencionales de la historia del arte. Intentó enaltecer la vida contemporánea, esto por medio de dos temas principales: la máquina y el movimiento. Los principales compositores futuristas fueron los italianos Francesco Balilla Pratella y Luigi Russolo.

### Crisis de la tonalidad y atonalismo
Los primeros antecedentes de la música europea sin un centro tonal se encuentran en Franz Liszt con su Bagatella sin tonalidad de 1885, período que ya se hablaba de una "crisis de la tonalidad". Esta crisis se generó a partir del uso cada vez más frecuente de acordes ambiguos, inflexiones armónicas menos probables, y las inflexiones melódicas y rítmicas más inusuales posibles dentro de la música tonal.
A principios del siglo XX compositores como Claude Debussy, Aleksandr Skriabin, Béla Bartók, Paul Hindemith, Serguéi Prokófiev, Carl Ruggles, Ígor Stravinsky y Edgard Varèse, escribieron música que se ha descrito, total o parcialmente, como atonal. La primera fase del atonalismo (antecesora del dodecafonismo), conocida como "atonalidad libre" o "cromatismo libre", implicó un intento consciente de evitar la armonía diatónica tradicional. Las obras más importantes de este periodo son la ópera Wozzeck (1917-1922) de Alban Berg y Pierrot Lunaire (1912) de Arnold Schönberg.

### Segunda escuela de Viena. Dodecafonismo y serialismo

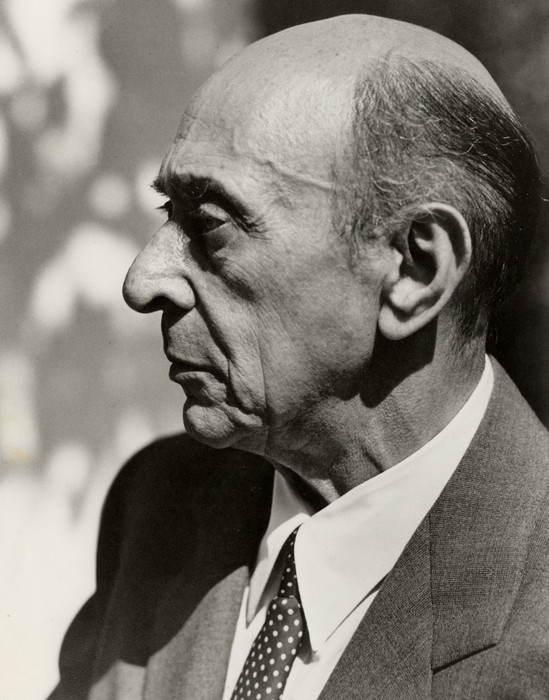
Arnold Schoenberg (1874-1951), músico austriaco fundador de la segunda Escuela de Viena y creador del dodecafonismo

Una de las más significativas figuras en la música del siglo XX es Arnold Schoenberg. Sus primeros trabajos pertenecen al estilo romántico tardío, influenciado por Johannes Brahms, Richard Wagner y Gustav Mahler, pero al final abandonó el sistema de composición tonal para escribir música atonal. Con el tiempo, desarrolló la técnica del dodecafonismo, proponiéndola en 1923 en reemplazo de la organización tonal tradicional.
Sus alumnos Anton Webern y Alban Berg también desarrollaron y profundizaron el uso del sistema dodecafónico, y destacaron por el uso de tal técnica bajo reglas propias. Los tres son conocidos, familiarmente, como La Trinidad Schoenberg, o la Segunda Escuela Vienesa. Este nombre se creó para resaltar que esta Nueva Música tuvo el mismo efecto innovador que la Primera Escuela de Viena de Haydn, Mozart y Beethoven.
El dodecafonismo fue una forma de música atonal, con una técnica de composición en la cual las 12 notas de la escala cromática son tratadas como equivalentes, es decir, sujetas a una relación ordenada que (a diferencia del sistema mayor-menor de la tonalidad) no establece jerarquía entre las notas. Lo que hizo el fundador de la música dodecafónica, Schönberg, fue prohibir por estatuto usar una nota más que otra: la melodía dodecafónica debe llevar las 12 notas que hay en la escala cromática. Se escribe siguiendo el principio de que todos los doce semitonos o notas son de igual importancia. La relación interna se establece a partir del uso de una serie compuesta por las doce notas. El compositor decide el orden en que aparecen con la condición de que no se repita ninguna hasta el final.
El serialismo integral representa un paso más adelante del dodecafonismo, y fue creada por el que fue discípulo de Schönberg, Anton Webern: se establece un orden no sólo para la sucesión de las diferentes alturas, sino para la sucesión de las diferentes duraciones (las "figuras", como la negra, corchea, etc.) y la sucesión de las dinámicas (los niveles de intensidad sonora), como también para la articulación. Todas estas series se repiten durante el transcurso de una obra. La técnica se ha llamado serialismo integral para distinguirla del serialismo limitado del dodecafonismo. Irónicamente, después de años de impopularidad, el estilo puntillista de Webern —en el que los sonidos individuales son cuidadosasmente ubicados en la obra de manera que cada uno tiene importancia— se convirtió en norma en Europa durante los años cincuenta y sesenta, y fue muy influyente entre compositores de la postguerra como Olivier Messiaen, Pierre Boulez, Luciano Berio, Luigi Nono, Karlheinz Stockhausen e Igor Stravinsky.

### Primitivismo

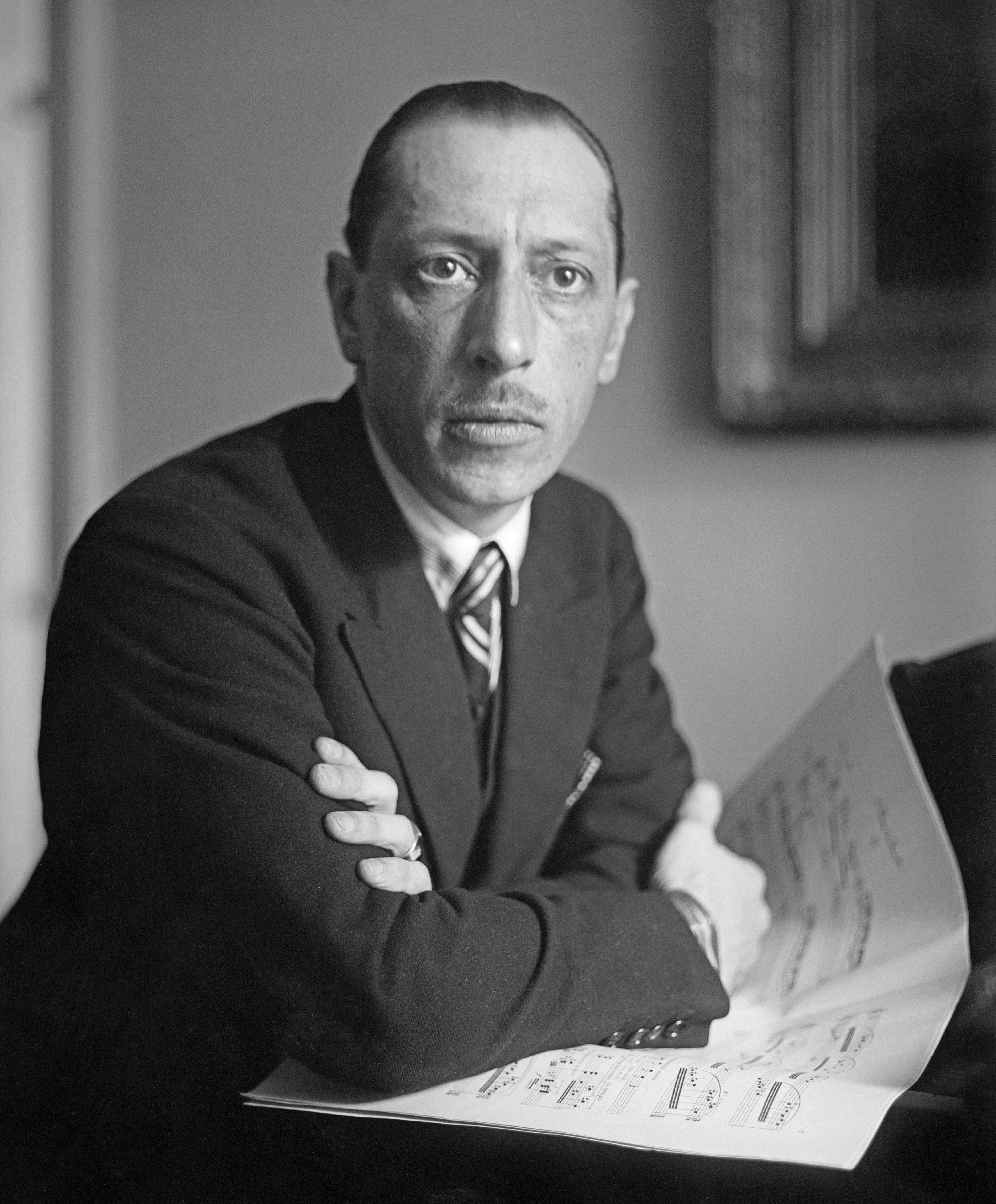
Ígor Stravinsky (1882-1971), su obra La consagración de la primavera es considerada la obra más importante del

El primitivismo fue un movimiento de las artes que pretendía rescatar el folclor más arcaico de ciertas regiones con un lenguaje moderno. Similar al nacionalismo en su afán por rescatar lo local, el primitivismo incorporó además métricas y acentuaciones irregulares, un mayor uso de la percusión y otros timbres, escalas modales, y armonía politonal y atonal. Dentro de la música los dos gigantes de este movimiento fueron el ruso Ígor Stravinsky y el húngaro Bela Bartok, aunque la obra de ambos sobrepasa con creces la denominación "primitivista".
En cuanto a Ígor Stravinsky, su larga vida —murió cuando iba a cumplir los 89 años— le permitió conocer gran variedad de corrientes musicales. Resultan justificadas sus protestas contra quienes lo tildaban como un músico del porvenir: «Es algo absurdo. No vivo en el pasado ni en el futuro. Estoy en el presente». En su presente compuso una gran cantidad de obras clásicas abordando varios estilos como el primitivismo, el neoclasicismo y el serialismo, pero es conocido mundialmente sobre todo por tres obras de uno de sus períodos iniciales —el llamado «período ruso»—: El pájaro de fuego (L'Oiseau de feu, 1910), Petrushka (1911) y La consagración de la primavera (Le sacre du printemps, 1913). Para muchos, estos ballets clásicos, atrevidos e innovadores, prácticamente reinventaron el género. Stravinski también escribió para diversos tipos de conjuntos en un amplio espectro de formas clásicas, desde óperas y sinfonías a pequeñas piezas para piano y obras para grupos de jazz.
Stravinski dejó Rusia por primera vez en 1910, para asistir en París al estreno de su ballet El pájaro de fuego por los Ballets Rusos. Durante su estancia en dicha ciudad, compuso dos obras más para los Ballets Rusos: Petrushka (1911) y La consagración de la primavera (1913). Los ballets revelan el desarrollo estilístico del compositor: desde El pájaro de fuego, cuyo estilo muestra la poderosa influencia de Rimski-Kórsakov, a Petrushka con su fuerte énfasis bitonal, para llegar finalmente a la salvaje disonancia polifónica de La consagración de la primavera. Como Stravinski mencionó acerca de sus estrenos, su intención era «mandar todo al demonio» (y lo logró: el estreno de La consagración de la primavera en 1913 fue probablemente el más famoso escándalo en la historia de la música, con luchas a puñetazos entre los miembros del público y la necesidad de vigilancia policial durante el segundo acto).

### Microtonalismo
El microtonalismo es la música que utiliza microtonos (los intervalos musicales menores que un semitono). El músico estadounidense Charles Ives definía a los microtonos de manera humorística como «las notas entre las teclas del piano».
El mexicano Julián Carrillo (1875-1965) distingue dieciséis sonidos claramente diferentes entre los lanzamientos de G y A emitida por la cuarta cuerda de violín, lo que fue su punto de partida para componer una gran cantidad de música microtonal. El microtonalismo está presente en las obras de George Enescu, Bela Bartok y Miguel Oblitas Bustamante. Algunos otros autores emplearon también esta técnica. La música microtonal nunca tuvo demasiada aceptación y fue considerada en adelante casi exclusivamente por los músicos de Vanguardia.

### Neoclasicismo

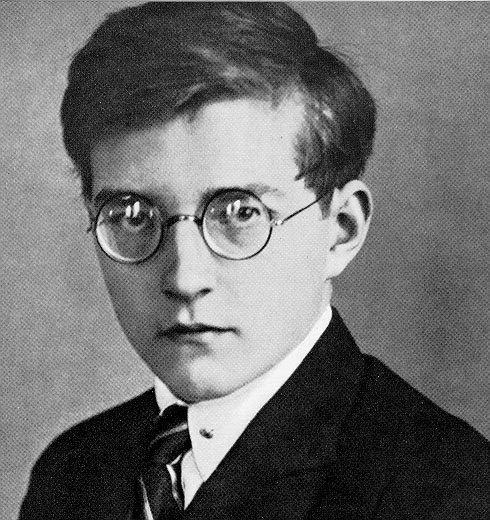
Dmitri Shostakóvich en 1925

El neoclasicismo en música refiere al movimiento del siglo XX que retomó una práctica común de tradición en cuanto a la armonía, la melodía, la forma, los timbres y los ritmos, pero mezclada con grandes disonancias atonales y ritmos sincopados, como punto de partida para componer música. Ígor Stravinski, Paul Hindemith, Serguéi Prokófiev, Dmitri Shostakóvich, Bohuslav Martinu y Béla Bartók son los compositores más importantes usualmente mencionados en este estilo, pero también el prolífico Darius Milhaud y sus contemporáneos Francis Poulenc y Arthur Honegger.
Tras un período inicial en el que parecen primar las influencias de Serguéi Prokófiev, Ígor Stravinski y Paul Hindemith, Dmitri Shostakóvich desarrolló un estilo híbrido del que es representativa su ópera Lady Macbeth de Mtsensk (1934). Posteriormente derivó hacia un estilo posromántico, donde destaca la Sinfonía n.º 5 (1937), y en el que la influencia de Gustav Mahler se combina con la tradición musical rusa, con Modest Músorgski y Stravinsky como referentes importantes. Shostakóvich integró todas esas influencias creando un estilo muy personal. La música de Shostakóvich suele incluir contrastes agudos y elementos grotescos, con un componente rítmico muy destacado. En su obra orquestal destacan quince sinfonías y seis conciertos; en su música de cámara cabe mencionar especialmente sus quince cuartetos para cuerdas; también compuso varias óperas, así como música de cine y ballet.

### Música electrónica y concreta
Los avances tecnológicos en el siglo XX permitieron a los compositores utilizar medios electrónicos para producir sonidos. En Francia se desarrolló la música concreta escuela que producía sonidos existentes en el mundo. Se llama concreta porque según Pierre Schaeffer, su inventor, planteaba que está producida por objetos concretos y no por los abstractos que serían los instrumentos musicales tradicionales. El primero que dispuso de esos medios fue Edgar Varese, quien presentó Poème électronique en el pabellón Philips de la Exposición de Bruselas en 1958. En 1951, Schaeffer, junto a Pierre Henry, crearon el Grupo de Investigación de Música Concreta en París. Pronto atrajo un gran interés, y entre los que se acercaron se encontraban diferentes compositores significativos como Olivier Messiaen, Pierre Boulez, Jean Barraqué, Karlheinz Stockhausen, Edgard Varese, Iannis Xenakis, Michel Philippot y Arthur Honegger.
En el caso de Messiaen, tanto su fascinación por el hinduismo, su admiración por la naturaleza y los pájaros, su profunda fe cristiana y su amor por el color instrumental, fueron primordiales para su formación como persona y artista. 
Ingresó en el Conservatorio de París a la edad de 11 años, y tuvo como profesores a Paul Dukas, Marcel Dupré, Maurice Emmanuel y Charles-Marie Widor. Fue designado organista en la Iglesia de la Santa Trinidad de París en 1931, puesto que ocupó hasta su muerte.
En 1940, en la batalla de Francia, Messiaen fue hecho prisionero de guerra, y mientras estaba encarcelado compuso su Quatuor pour la fin du temps (Cuarteto para el fin del tiempo) para los cuatro instrumentos disponibles allí: piano, violín, violonchelo y clarinete. La obra fue estrenada por Messiaen y sus amigos prisioneros ante una audiencia de prisioneros y vigilantes. Al salir de prisión en 1941, pronto Messiaen fue nombrado profesor de armonía, y luego profesor de composición en 1966 en el Conservatorio de París, puesto que mantuvo hasta su retiro en 1978. Entre sus distinguidos alumnos están Pierre Boulez, Yvonne Loriod (quien después sería la segunda esposa de Messiaen, y la intérprete por excelencia de sus obras escritas para piano o con piano solista), Karlheinz Stockhausen, Iannis Xenakis, William Bolcom y George Benjamin.
La música de Messiaen es rítmicamente compleja (él estaba interesado en los ritmos de la antigua Grecia y de orígenes hindúes), y se basa armónica y melódicamente en los modos de transposición limitada, que fueron una innovación propia de Messiaen. 
Estaba fascinado por el «canto de los pájaros»; decía que los pájaros eran los mejores músicos y se consideraba a sí mismo tanto ornitólogo como compositor. Transcribía el canto de los pájaros en sus viajes por todo el mundo, e incorporó las transcripciones de estos cantos en gran parte de su música. Su uso innovador del color, su concepción personal de la relación entre el tiempo y la música y su intento de expresar profundas ideas religiosas, todo se combina de tal modo que hace casi imposible confundir una composición de Messiaen con una obra de cualquier otro compositor contemporáneo occidental.

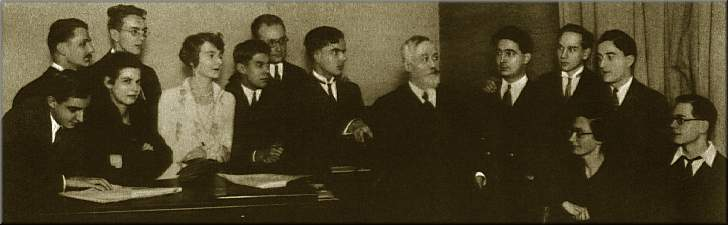
La clase de Dukas. Último, a la derecha, el joven Olivier Messiaen.

En Alemania en cambio la forma de usar la tecnología se llamó música electrónica, que es aquella que utiliza solamente sonidos producidos electrónicamente. El primer concierto tendría lugar en Darmstadt en 1951, sin embargo la primera obra de importancia sería El canto de los adolescentes de Karlheinz Stockhausen de 1956.
Iannis Xenakis es otro compositor moderno que ha usado computadoras e instrumentos electrónicos (incluido uno inventado por él) en muchas composiciones.

### Música aleatoria y vanguardismo radical

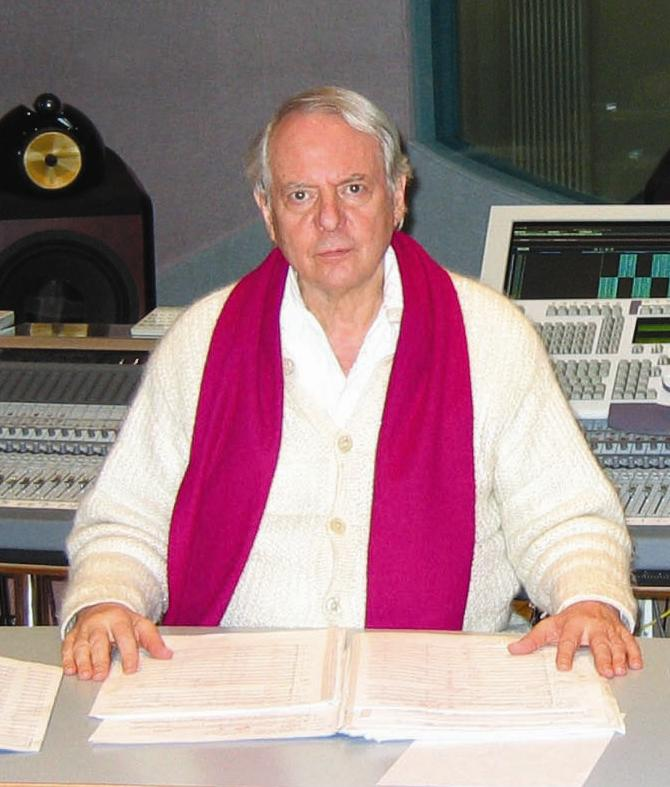
El compositor alemán Karlheinz Stockhausen (1928-2007) fue pionero en muchas de las formas musicales vanguardistas del

Si bien el modernismo en sí es música de vanguardia, el vanguardismo dentro de ella se refiere a los movimientos más radicales y controversiales, donde el concepto de música llega hasta sus límites —si no ya los sobrepasa— utilizando elementos como ruidos, grabaciones, el sentido del humor, el azar, la improvisación, el teatro, el absurdo, el ridículo, o la sorpresa. Dentro de los géneros generalmente ubicados dentro de esta corriente radical se encuentra la música aleatoria, la música electrónica en vivo, el teatro musical, la música ritual, la composición de procesos, el happening musical, o la música intuitiva, entre muchas otras. Entre los compositores más trascendentales que incursionaron en estas aventuras se encuentra John Cage en América y Karlheinz Stockhausen en Europa.
Stockhausen fue educado primeramente en la Hochschule für Musik Köln para después acudir a la Universidad de Colonia. Posteriormente estudiaría con Olivier Messiaen en París y Werner Meyer-Eppler en la Universidad de Bonn.  
Como una de las principales figuras de la Escuela de Darmstadt que fue, sus teorías y composiciones siguen siendo, aún hoy en día, de gran influencia para compositores de todos los tipos y estilos.  
Sus obras, compuestas a lo largo de casi sesenta años, se abstienen de ser partícipes de las formas musicales más tradicionales. Aparte de las obras de música electrónica, sus trabajos van desde realizar miniaturas para cajas de música hasta trabajos para instrumentos solistas, canciones, música de cámara, músicas coral y orquestal e incluso un ciclo de siete óperas de larga duración. 
Entre sus composiciones más notables encontramos la serie de diecinueve Klavierstücke (piezas para piano), Kontra-Punkte para diez instrumentos, su electrónica/música concreta Gesang der Jünglinge, Gruppen para tres orquestas, la obra para percusión solista Zyklus, Kontakte, la cantata Momente, su obra de electrónica en vivo Mikrophonie I, Hymnen, Stimmung para seis vocalistas, Aus den sieben Tagen, Mantra para dos pianos y electrónica, Tierkreis, Inori para solistas y orquesta, y su gigantesco círculo de operas Licht.
Pionero de la música aleatoria, de la música electrónica y del uso no estándar de instrumentos musicales, Cage fue una de las figuras principales del avant garde de posguerra. Fue decisivo en el desarrollo de la danza moderna, principalmente a través de su asociación con el coreógrafo Merce Cunningham, quien fue su compañero sentimental la mayor parte de su vida.
Entre sus maestros estuvieron Henry Cowell (1933) y Arnold Schoenberg (1933–35), ambos conocidos por sus innovaciones radicales en la música, pero la principal influencia sobre el trabajo de Cage se encuentra en diferentes culturas orientales. A través de sus estudios de filosofía india y budismo zen a finales de los años 1940, Cage llegó a la idea de la música aleatoria o música controlada por azar, que comenzó a componer en 1951. El I Ching, un antiguo texto chino clásico sobre eventos cambiantes, se convirtió en la herramienta compositiva habitual de Cage durante el resto de su vida.
Cage es conocido principalmente por su composición de 4′33″, tres movimientos que se interpretan sin tocar una sola nota. Otra famosa creación de Cage es el piano preparado, para el que escribió numerosas obras relacionadas con la danza y varias piezas para concierto

### Micropolifonía y masas sonoras

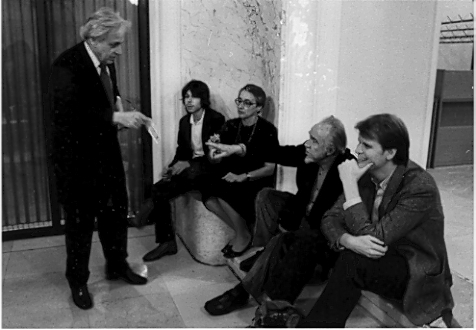
György Ligeti (a la izquierda) en 1982

En palabras de David Cope la micropolifonía se trata de «una simultaneidad de diferentes líneas, ritmos y timbres». La técnica fue desarrollada por György Ligeti, quien la explicó así: «La compleja polifonía de las voces individuales está enmarcada en un flujo armónico-musical, en el que las armonías no cambian súbitamente, sino que se van convirtiendo en otras; una combinación interválica discernible es gradualmente haciéndose borrosa, y de esta nubosidad es posible sentir que una nueva combinación interválica está tomando forma».
Intrínsecamente relacionada con la micropolifonía esta la masa de sonido o masa sonora que es una textura musical cuya composición, en contraste con otras texturas más tradicionales, «minimiza la importancia de las alturas musicales individuales para preferir la textura, el timbre y la dinámica como principales formadores del gesto y el impacto».

### Minimalismo
La música minimalista es una corriente de música contemporánea actual desarrollada en la década de 1960 en Estados Unidos. Surgida como un movimiento underground en los espacios alternativos de San Francisco, pronto se empezó a oír en los lofts de Nueva York hasta llegar a ser el estilo más popular de la música experimental del siglo XX. En sus inicios involucró a decenas de compositores, a pesar de que solo cuatro de ellos lograron relevancia, La Monte Young, Terry Riley, Steve Reich, Philip Glass, a los que se unirá más tarde John Adams. Una de las primeras obras minimalistas es Trio for Strings (1958), de La Monte Young, aunque la pieza considerada fundadora es In C de Riley, compuesta en 1964.
La música minimalista a veces se engloba bajo la etiqueta más amplia de música posmoderna y en Francia, la corriente se denomina frecuentemente música repetitiva, y designa más específicamente todas las obras que utilizan la repetición como técnica de composición. En Europa sus mayores exponentes son Michael Nyman, Gavin Bryars, Louis Andriessen, Karel Goeyvaerts, Renaud Gagneux, Bruno Letort, Stefano Ianne y Steve Martland.. A veces se incluyen a los llamados minimalistas sacros —Henryk Górecki, Arvo Pärt, John Tavener, Alan Hovhaness—, en los que se acentúan los rasgos espirituales, religiosos o místicos de la música, e incluso a otros compositores, generalmente incluidos en la New Age, que solamente comparten un cierto enfoque como Wim Mertens, Yann Tiersen y Ludovico Einaudi. El año 1976, retrospectivamente, será un momento cumbre del minimalismo como conjunto con la coincidencia de estrenos de Music for 18 Musicians de Reich, de las óperas Einstein on the Beach de Glass y de De Staat de Andriessen, de Für Alina de Pärt y de la Tercera Sinfonía de Górecki, piezas todas que aportaran un «soplo de aire fresco» en el mundo de la música clásica del siglo XX.
Más que un retorno a la tonalidad, la corriente se caracteriza principalmente por el uso de una pulsación regular y por la reiteración de las frases musicales en pequeñas unidades como figuras, motivos y células, que evolucionan lentamente confiriéndole una apariencia estática. Más allá de un movimiento de reacción al serialismo, entonces dominante en Europa, la música minimalista marca el surgimiento de una música estadounidense innovadora, desligada de sus lazos europeos. Los compositores minimalistas también han operado un regreso hacia más emoción musical, en lugar del enfoque esencialmente intelectual de la música serial, o de la aproximación conceptual de la música experimental como la practicada por John Cage. Tras unos inicios difíciles fuera de los circuitos tradicionales de la música clásica, la música minimalista ha conseguido el apoyo de un cierto público, en ocasiones procedente de universos diferentes como el jazz, el rock, las músicas improvisadas o la música electrónica. La televisión y el cine han utilizado ampliamente esta música, especialmente las obras de Philip Glass, contribuyendo a su difusión entre el gran público. También se han expresado violentas críticas desde el mundo musical hacia la corriente minimalista, acusándola de producir una música de consumo, superficial y sin alma.

### Música cinematográfica
Desde la llegada del cine sonoro a finales de la década de los 1920, la música ha cumplido un rol crucial en la industria y el arte del cine.
Muchos de los grandes compositores que vivieron en esa primera época, tales como los rusos Prokófiev y Shostakóvich, incursionaron también en esta área. Posteriormente, hubo numerosos compositores que dedicaron su carrera total o mayormente a trabajar a través del cine.
Dentro de los compositores de música de cine se encuentran: Max Steiner, Erich Wolfgang Korngold, Bernard Herrmann, John Williams, Howard Shore y Henry Mancini.

### Poliestilismo

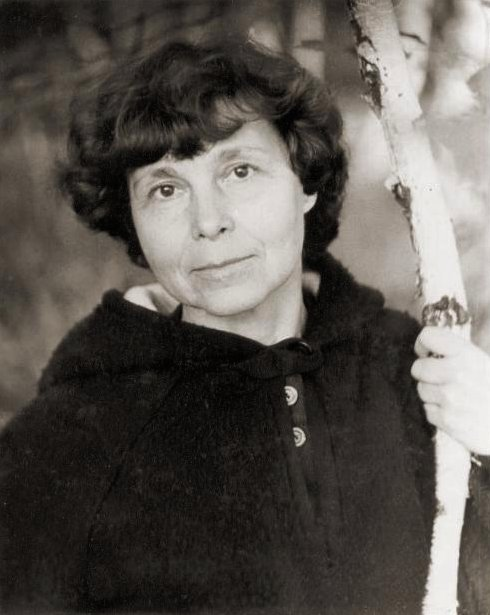
Sofia Gubaidulina in Sortavala, 1981

Poliestilismo (también llamado "eclecticismo") es el uso de múltiples estilos o técnicas musicales, y es considerado una característica posmoderna que comienza a finales del siglo XX y se acentúa en el siglo XXI.
Compositores poliestilísticos son, por ejemplo, Lera Auerbach, Luciano Berio, William Bolcom, Sofia Gubaidulina, Hans Werner Henze, George Rochberg, Arturo Rodas, Magaly Ruiz, Frederic Rzewski, Alfred Schnittke (su Sinfonía n.º 1, que recurre notablemente a la cita, es una de las cumbres indiscutibles del estilo), Dmitri Silnitsky, Valentín Silvestrov, Santiago Sosa Rolón, Ezequiel Viñao, Frank Zappa o John Zorn.

### Espectralismo
El espectralismo es un género musical originado en Francia en la década de los sesenta alrededor de un grupo de compositores agrupados en torno al Ensemble l'Itinéraire (Gérard Grisey, Tristan Murail y Hughes Dufourt).
La música espectral, en un sentido restrictivo, se basa principalmente en el descubrimiento de la naturaleza del timbre musical y en la descomposición espectral del sonido musical, en el origen de la percepción del timbre.
El movimiento se ha ido ensanchando e influye en las más importantes tendencias contemporáneas de composición y en muchos de los compositores más jóvenes: Philippe Hurel, Philippe Leroux, Marc-André Dalbavie, Jean-Luc Hervé, Fabien Lévy o Thierry Blondeau, en Francia; Kaija Saariaho o Magnus Lindberg en Finlandia; George Benjamin o Julian Anderson en el Reino Unido; Marco Stroppa en Italia; Georg Friedrich Haas en Austria; y Joshua Fineberg, en EE. UU., por citar algunos. Y como en el caso del impresionismo y muchos otros estilos musicales, aquellos compositores cuya música se considera espectral no aceptan generalmente tal denominación.

### Nueva simplicidad

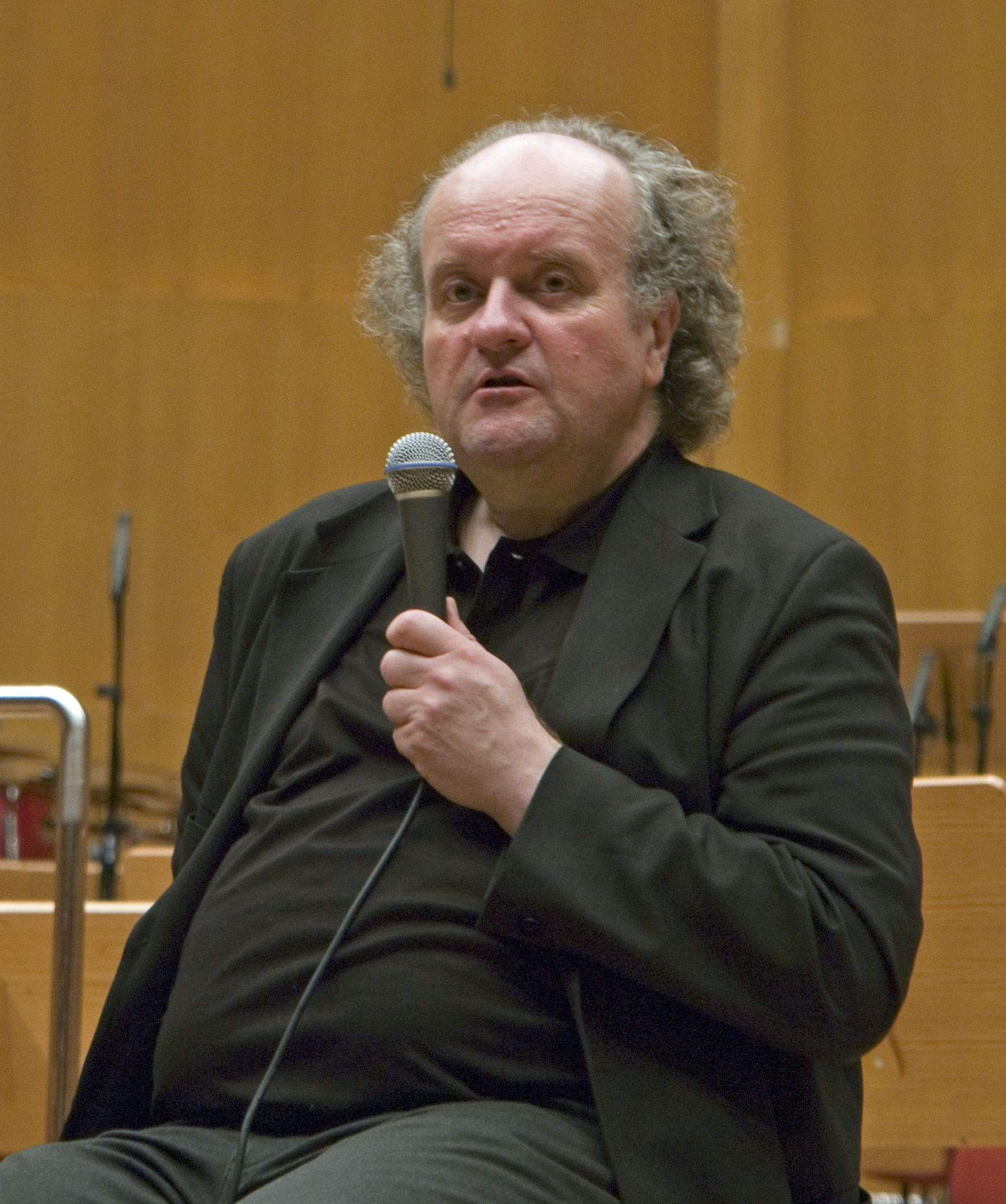
Wolfgang Rihm en Colonia, junio de 2007

La Nueva Simplicidad fue una tendencia estilística surgida entre algunos de los componentes de la generación más joven de compositores alemanes de comienzos de los ochenta del siglo XX, y que supuso una reacción no solamente contra la vanguardia musical europea de las décadas de los cincuenta y sesenta, sino también contra la más amplia tendencia hacia la objetividad de comienzos de siglo.
En general, estos compositores propugnaron una inmediatez entre el impulso creativo y su resultado musical (en contraste con la elaborada planificación precompositiva característica del vanguardismo), con la intención de crear una comunicación más fácil con las audiencias. En algunos casos, ello significó una vuelta al lenguaje tonal del siglo XIX y en otros significó trabajar con texturas más simples o el empleo de armonías triádicas en contextos no tonales. De entre los compositores identificados de una forma más cercana con este movimiento, solamente Wolfgang Rihm ha conseguido una reputación significativa fuera de Alemania. Algunas de sus obras más famosas son: Jakob Lenz (1978), Edipo (primera representación en 1987) y Gesungene Zeit, para violín y orquesta (1992). Entre sus discípulos más importantes se encuentra la inglesa Rebecca Saunders.

### Libre improvisación
La improvisación libre es música improvisada sin reglas previas establecidas, secuencias de acordes o melodías previamente acordadas. A veces los músicos realizan un esfuerzo activo para evitar referenciar a géneros musicales reconocibles. La improvisación libre, como estilo de música, se desarrolló en Europa y EE. UU. en la mitad y fines de la década de 1960 en respuesta o inspirado por el movimiento del free jazz así como por la música clásica contemporánea. Entre los artistas más reconocidos dentro de este estilo están los saxofonistas Evan Parker y Peter Brötzmann, el guitarrista Derek Bailey, y el grupo improvisacional británico AMM.

### Nueva Complejidad
La Nueva Complejidad es una corriente dentro del escenario contemporáneo surgida en la década de 1980 en el Reino Unido que puede definir lo "complejo" como; "de múltiples capas de interacción de los procesos evolutivos que ocurren simultáneamente en todas las dimensiones del material musical". Es muy abstracta, disonante y atonal, caracterizada por el uso de técnicas que llevan hasta el límite las posibilidades de la escritura musical. Entre los compositores más importantes se encuentran Brian Ferneyhough (figura principal de la corriente), Michael Finnissy, Chris Dench, James Dillon, Roger Redgate y Richard Barrett.

## Música popular
La música popular, en su sentido más amplio, se refiere a una serie de géneros musicales que tienen un gran atractivo y que generalmente son distribuidos a grandes audiencias a través de la industria de la música. Esto está en contraste tanto con la música culta, como con la música tradicional, las cuales normalmente se difunden académicamente o por vía oral, a audiencias locales, o más pequeñas.

### Historia
Hasta finales del siglo XVIII, en Europa, las dos grandes corrientes musicales que había eran la que actualmente conocemos como música clásica, de tradición escrita y vinculada a la aristocracia, y la música folclórica (por entonces música popular), de tradición oral y vinculada a una población fundamentalmente rural.
Esta dualidad, que no hacía sino reflejar la división social y cultural del público, empezará a cambiar con el desarrollo de la Revolución Industrial. En países como Reino Unido y Francia, el crecimiento de las ciudades, la burguesía y el florecimiento de una clase media urbana interesada en la cultura, promueven la aparición de espectáculos músico-teatrales. Estos se representarán de forma regular en lugares como las tabernas, jardines y salones de baile de Londres, o los teatros y los café-concert de París, y serán el caldo de cultivo para la creación de canciones y otras composiciones que irán conformando una nueva corriente, la música popular urbana. Los primeros espectáculos de este tipo son el ballad opera y el music hall en el Reino Unido, el teatro de variedades y el vaudeville en Francia, y un tiempo después el minstrel show en EE. UU. A éstos se sumarían en las siguientes décadas nuevos formatos como el cabaret, la revista, el burlesque, etc.
Junto a este desarrollo del mundo del espectáculo se produce también un acercamiento de la música a los hogares de la gente, basado por un lado en el abaratamiento de los instrumentos musicales, y por otro en una disponibilidad cada vez mayor de partituras creadas para el consumo doméstico. Este nuevo mercado permitió que muchos compositores, que en épocas anteriores sólo podían trabajar bajo el encargo de una institución religiosa o como empleados de una corte o un importante mecenas, pudieran ahora convertirse en profesionales liberales. Sus creaciones serán comercializadas por editoras musicales que se encargarán también de tutelar los derechos de la composición. Ejemplos de estas creaciones se pueden encontrar en los lieder alemanes de Schumann o las canzonette italianas de Donizetti, para voz y piano, en las cuales hay a menudo una estructura similar a la de muchas canciones pop modernas. Un fenómeno similar ocurre en EE. UU. con la industria musical del Tin Pan Alley —con fuertes raíces en folclore angloamericano—.
Por último, en la segunda mitad del siglo XIX también cobra fuerza la ópera ligera u opereta, primero en París (con figuras como Jacques Offenbach y su popular cancán), después en Viena (de donde surgieron los famosos valses de los Strauss) y Londres. En España también se practicó el género de la opereta, bajo el nombre de zarzuela.

#### SigloXX
Los estilos de la música popular occidental del siglo XIX, que se nutrieron tanto de fuentes cultas como folclóricas, siguieron su desarrollo en el siglo XX paralelamente a la aparición de las nuevas corrientes como el jazz o el rock.
Hasta la década de 1960, en el terreno vocal prevaleció la canción ligera popularizada por los espectáculos de variedades y por los comienzos de la radio y del cine sonoro, conservando ciertos caracteres propios en cada país. Así ocurrió con el pop tradicional estadounidense, la canción francesa o "chanson", la canción italiana donde destaca la canción napolitana, o la canción alemana (representada por el Kabarett y el Schlager). Igualmente sucede en España con la «canción española», cuyo género más representativo es primero el cuplé y después la copla. Latinoamérica por su parte exportó géneros como el bolero o los ritmos de baile tan populares como el tango, la rumba o el mambo.
En la segunda mitad del siglo los espectáculos de variedades entran en decadencia, y aunque la canción ligera seguirá gozando de notable popularidad hasta nuestros días, irá cediendo terreno −sobre todo entre la gente joven− ante el avance de la moderna música pop/rock, de la cual recibirá influencia llegando incluso a confundirse con ella. El resultado es el género conocido como canción melódica. 
Señalar por último la pervivencia en todo el siglo XX de un género mixto entre teatro, música popular y baile que, con orígenes en el XIX, conservará su fortaleza hasta nuestros días: el musical. Con epicentro creativo en Broadway (Nueva York) y West End (Londres), el musical fructificó también en otras capitales europeas, latinoamericanas y asiáticas.

## Jazz,Rocky otros géneros desde els.XX
Aunque en el periodo que va desde el final de la Guerra de Secesión hasta el fin del siglo XIX, ya existían bandas que tocaban algo parecido a un jazz rudimentario, suele considerarse a Buddy Bolden como la primera figura del estilo definido. Se denomina «estilo Nueva Orleans» a esta forma inicial del jazz. Aún no se ha desprendido de las influencias del minstrel y contiene las características del hot.
El cierre por las autoridades de Nueva Orleans del barrio de Storyville en 1917, supuso un importante contratiempo para la mayor parte de los músicos de jazz de la zona, pues en este distrito de ocio se concentraban casi todos los locales de música en vivo. Este hecho inició la migración de los músicos hacia las ciudades del norte, y especialmente a Chicago a comienzos de la década de 1920.
En el último tercio de la década de 1920 en Nueva York se estaba desarrollando una nueva forma, que se consolidó sobre todo como resultado de la migración masiva de músicos de Chicago hacia la "ciudad de los rascacielos". Las big bands fueron las que marcaron el rumbo de un nuevo estilo.
Los músicos bebop ponían el acento en el papel del solista, que ya no era el de entertainer de épocas pasadas, sino un creador al servicio sólo de su propia música.
El nacimiento del cool tuvo lugar hacia fines de los años cuarenta. El nuevo estilo se derivaba del bebop, pero resultaba una música más cerebral, que tenía como principal objetivo el establecimiento de una atmósfera "meditativa".
El bop evolucionó y algunos músicos desarrollaron formulaciones similares a las que ya se habían dado en la música clásica en los años veinte, con la irrupción, por ejemplo, de la atonalidad en el jazz de los años sesenta. Está aceptado por la crítica que el free jazz toma carta de naturaleza en 1960, con la publicación del disco homónimo de Ornette Coleman.
El rock and roll nació en los años 50 como una música de ritmo rápido que surgía fundamentalmente de un maridaje entre el rhythm and blues negro y el country blanco. 
En la década de los 60, las figuras dominantes del rock primigenio americano tuvo que ceder protagonismo ante el avance de una nueva oleada de grupos británicos que habían recibido su influencia. Surge lo que se denominaría Invasión británica, bandas que contribuirían a la evolución del rock y al surgimiento de la nueva cara de la música popular blanca: la música pop. Al mismo tiempo, se consolidaron nuevas tendencias entre los norteamericanos de color, como el soul y el funk. Se produjo también en Estados Unidos un revival de la música folk, con la canción protesta.
Los años 70 vieron nacer nuevos estilos, como el hard rock y el heavy metal (variantes del rock más duras y de guitarras eléctricas más distorsionadas), el reggae de origen jamaicano, el rock progresivo, el punk, el rap, la música disco (que dominó las pistas de baile), o los primeros pasos de la música electrónica en el ámbito de lo popular.
La incorporación de los sonidos sintetizados y la popularidad del videoclip marcaron la estética de la música pop de los 80.
En los años 90, el grunge y el rock alternativo comparten protagonismo con el britpop en las listas de éxitos, mientras la escena dance, vinculada a las pistas de baile, desarrolla una cada vez más variada prole de subgéneros electrónicos (trance, drum and bass, chill-out, etc.).
La música popular entra así finalmente en el siglo XXI con un ya amplio bagaje a sus espaldas, caracterizado por la multitud de géneros y estilos que han ido tomando forma década tras década, y conformando un extenso y variado cuerpo de música apreciado por gente de distintos gustos, edades, ideologías y extracciones sociales a lo largo y ancho de todo el mundo.